# 新城電台
新城廣播（全稱新城廣播有限公司）是香港一家商業廣播電台，在1991年7月1日創辦，現時由長江和記實業旗下的長江實業及和記黃埔各持一半股權。
新城廣播有限公司目前營運三條頻道，分別為新城財經台、新城知訊台及新城采訊台。

## 歷史

### 1990年代初：成立與啟播

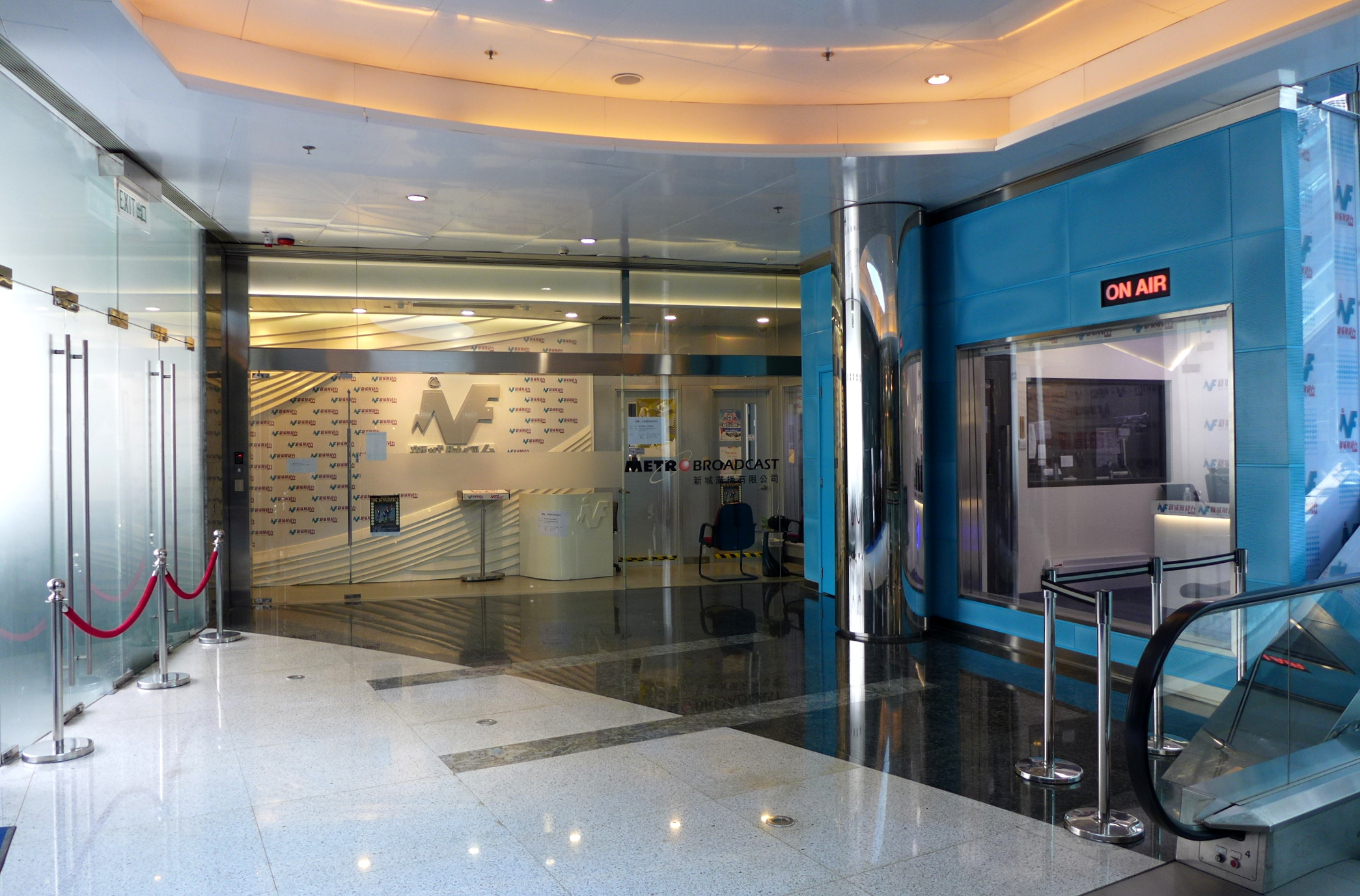
新城電台於中環中心設中環直播室

1989年7月，港英政府進行廣播電台頻道改革，並容許第三間廣播電台加入。當時適值六四事件，由和記黃埔、嘉禾電影、迪生創建及一間美國通訊公司組成的高藝廣播有限公司在1990年獲得第三間廣播電台經營權。
翌年（1991年）以新城廣播的名義於7月1日正式成立並於同年8月12日啟播，此事象徵香港商業電台近35年的壟斷非公營運作電台廣播局面正式中斷，而該電台多以播出長江和記成員廣告為主，開台初期設於九龍紅磡黃埔花園第十一期紫荊商場地庫。當時新城廣播設有一個中文頻道（FM99.7勁歌台）、一個雙語頻道（FM104金曲台）以及一個英文頻道（AM1044Metro News）。投得牌照時，有關方面聲稱電台音質將會比現有電台好，可媲美CD質素。勁歌台開台日子曾經多次延期，主要原因據稱因為電台位於較隱閉位置，要靠當時的香港電訊專線將信號傳送到山上的發射站，但新城稱香港電訊未能及時提供此項服務，引致延遲啟播日期，惟香港電訊否認此事。到了勁歌台開台，電台都未能啟用全部7個發射站，金曲台則如期啟播。
勁歌台試播期間，全日不停播放香港寶麗金某隻精選CD，歌與歌之間會播放由梁兆輝預錄的試播聲帶，內容為“你聽緊嘅係Hit Radio勁歌台，係新城廣播嘅其中一條頻道，而家利用FM99.7進行試播”（你正在收听的是Hit Radio劲歌台，是新城广播的其中一条频道，现在使用FM99.7进行试播）。勁歌台啟播時，亦有在無綫電視翡翠台播放廣告宣傳，廣告內容強調勁歌台跟其他傳統電台風格不同，不會有太多談話，著重播歌。香港電台有錄製聲帶祝賀勁歌台啟播（聲音是當時的香港電台DJ何嘉麗和另一位男DJ），聲帶會在勁歌台廣告時段播出。而新城並不是香港首個電台頻道試用FM104頻率：在1989年12月電台頻道改革初期，曾經短暫與剛由FM轉為AM的香港電台第五台同步廣播。值得一提的是，當時新城電台直播室與商場走廊之間設有玻璃窗，遊人可以從外面看到主持人直播節目。
雖然現時無從考究新城兩個中文廣播頻道（即“勁歌台”及“金曲台”）在啟播後，在收聽率上有否威脅到同業對手商台和香港電台，但在社會間也造成了不小震撼，因為新城電台向多位唱片公司員工、商台及港台DJ挖角。計有來自商台的利達英、李少蕙、吳桂芳、鄧梓峰、梁安琪（她加入金曲台）、來自港台的郭偉安、陳漢詩、余劍明、梁兆輝和陳小芝和曾任華納唱片的鄧慧詩等，這些都是當時得令的唱片騎師，而這場挖角潮也令商台及港台措手不及，令到兩台在節目上也作出刪減或調動以補救咪前人才的流失，港台當時更加要提早在晚上七時同步播放以應付主持人的不足。當年新城電台稱為新城廣播，當時打破了很多一般電台的慣例，例如勁歌台報時不採用傳統的BEEP一聲，而用市面玩具手提電話的音樂聲；勁歌台的新聞報道創新在整點前三分鐘（即每小時的57分）播出，但有指這種做法不重視新聞；逢半點不播放新聞(當年所有電台每逢整點及半點播放一節新聞，後來商業二台亦效法，改為逢半點由DJ報導新聞提要)；與唱片公司合辦演唱會等等。另外，新城也邀得香港樂壇前輩級歌手賈思樂及仙杜拉等加盟金曲台作DJ，他們跟一些資深的外籍DJ讓金曲台的節目質素有保證。

### 1994－1999年
1994年，新城電台進行第一次改革，原本勁歌台台長陳任辭職。由電台界知名DJ 陳海琪在1994年5月從對手商業電台加入新城電台，成為勁歌台台長。在她出任台長不足一個月，便在6月6日發生「666大行動」，當時陳海琪以勁歌台DJ良莠不齊，便以迅雷不及掩耳的速度大刀闊斧將跟她理念不合的DJ解僱或降職，只剩下郭偉安留任。同時陳海琪亦推薦其愛將加盟，計有陳海恆、丘凱敏、林寄韻等。但是經過這次「666大行動」後，新城的收聽率並無顯著提升。陳海琪為吸引聽眾，舉辦贈獎遊戲「鑽石深情997」，送出鑽石作獎品，遭商台及港台節目主持取笑。另外電台亦有一些有趣新聞，因電台直播室與商場走廊只是玻璃窗之隔，曾經有人在玻璃窗前“露械”，報紙及商台節目《軟硬今朝》亦有報導過。
同年，陳海琪將勁歌台改稱為新城997；隨後金曲台亦改稱為精選104；Metro News則改稱為Metro Plus。
1996年，新城電台再次發生人事變動，陳海琪離職，由著名DJ白韻琴主理，人事及行政方面的混亂情況卻變本加厲。
1997年初，新城人事鬥爭再度白熱化，白韻琴與親陳海琪的雷宇揚在節目中因討論「鄧家爭產事件」（即香港名伶新馬師曾家人之間恩怨）而在節目中大講粗俗說話並互相對罵，成為城中笑柄。同年，由於要進行翻新工程的關係，新城電台總部遷至黃埔花園第六期地庫。
1998年，位於香港島的中環中心落成，新城電台在該處另設一直播室，供新城997某些節目使用。
新城廣播在1999年元旦把部分股權售予長江實業集團有限公司。同年4月1日，1992年4月加入本台之鄧慧詩離職。
新城電台曾經在紅磡黃埔號，UA黃埔2間影院，改為新城影院（已結業）。

### 2000年代
2001年，甘國亮欲走在潮流尖端，遂對兩條主打頻道進行重大革新。新城997在2001年1月22日起更改台號為新城娛樂台，精選104 亦在2001年2月5日更改台號為新城財經台。兩台分別以「娛樂資訊」和「政經時事」為主軸，意圖打破香港主流媒體的綜合台面貌。其中「新城財經台」由於以專業財經節目為主要內容，並持續請來政經界名人接受訪問，甚至主持節目，吸引到一批對金融、股票和經濟有興趣的固定聽眾，因而為該台帶來更多廣告收入；但另一邊廂，「新城娛樂台」卻因其娛樂資訊節目定位模糊不清，導致其不少聽眾“回流”商業電台和香港電台，造成新城“旺財不旺丁”（廣告收入增加，收聽率卻下跌）的情況。
2004年下半年，新城電台宣佈與內地廣東電台結成合作夥伴，聯合播放雙方部份節目，變相進軍珠江三角洲市場，以圖突破多年來在香港一直未能超越商台和港台的局面，然而不但至今仍未能如願，更反而拖累新城娛樂台進一步流失更多香港聽眾。
2005年12月29日，在新城電台轉虧為盈的情況下，甘國亮以「知難而退」為由宣佈由2006年1月1日起辭去新城董事總經理職位，由從新城母公司和記黃埔派出的馬健生接替。
2006年10月新城宣布有新的人事任命，本來是新城娛樂台營運總監朱明銳升職，成為新城旗下新城動力有限公司總裁，以前他管理的新城娛樂台，現在是負責製作和境外生意。至於顏聯武就升為總監及節目策略，而蔡展煇就做新城娛樂台節目總監，他原本是音樂總監（國語歌曲）兼高級執行監製（節目及中國業務），朱明銳本來負責職務就由他們二人一起分擔，成為新任新城娛樂台負責人。
2006年12月，新城電台開台元老DJ 之一前身為新城娛樂台創作總監的陳小芝離開新城娛樂台。其後新城娛樂台的總監由顏聯武出任，創作總監則由譚得志（快必）擔任。自此之後，新城娛樂台的廣告量直線下降，有傳言更稱在「2006年新城勁爆頒獎禮」後有更大改革。
2007年1月，首先在新城娛樂台星期六節目進行改革，被刪除節目有：播放只有年多的節目3G21、播放多年的性節目醫情醫性（前身是「性熱線」）、時時潮爆、潮爆星期天，其餘在新城財經台被刪除節目有：施展髮術、情尋記。
2007年9月，再度上台的新城娛樂台台長朱明銳，解僱顏聯武和蔡展煇的親信快必（譚得志）、梁東及顏聯武助手職務阿靜，即時生效。梁東節目將由啤梨（葉文輝）頂替，而快必的創作總監則由區新明任職，周禮茂任創作顧問。朱明銳透露已與環球唱片破冰，陳奕迅會與環球唱片高層到新城電台舉行握手儀式。據知於2006年《勁爆頒獎禮》，因環球唱片旗下歌手陳奕迅以半個獎敗給古巨基，結果遭環球唱片杯葛，加上最近的音樂會未能請得巨星助陣令廣告流失再加上業績等問題和內部管理出了問題，因此向他們開刀，10月1日起新城會將調任做新城動力有限公司總裁朱明銳為新城娛樂台及新城采訊台台長，而原本新城電台位負責人顏聯武和蔡展煇，前者職位不變但失去任何權力例如：選擇推介歌，後者則由新城娛樂台節目總監調任為新城廣播有限公司項目拓展經理。快必直言之前不時被人留難，包括要自我審查、又影響言論自由，並被指他說話太激與電台的保守立場相距很遠，更預言會有第二波的地震。
2008年1月2日新城娛樂台轉型並命名為「新城知訊台」；以娛樂、音樂與生活品味為主要範疇，另30%廣播時間為知識資訊及財經節目。早前已有傳電台高層認為新城財經台賺錢比較多，所以計劃刪減大部分新城娛樂台的節目，並以財經節目取代。朱明銳改為擔任新城知訊台台長（音樂及娛樂），另有趙國安擔任新城知訊台台長（財經及資訊）。變動下，新城娛樂台大執位 - 黎海珊、張紫櫻和李麗蕊被遣散，羅佩怡（愛菩）則指因未能接受新工作要一日早午晚加深夜的四更節目安排，故自動請辭；岑建勳和劉天蘭被解除合約，郭偉安、鄭啟泰和潘紹聰轉兼職形式。而《點正娛樂》1名編輯與2名記者亦因節目停播被終止合約；而林盛斌（Bob）由節目助理升為助理監製，啤梨由節目主持升為節目監製，范振鋒（Ricky）由節目主持升為節目監製。

### 2010年代
2012年2月4日起，新城知訊台由財經台主導、逢星期一至五的晨早財金節目已全數撤出知訊台，這意味著全台節目也交還朱明銳負責，其職銜亦改為「音樂、娛樂及製作總經理」。新城並邀得天氣女神黃婉曼、舞台劇演員蝦頭（楊詩敏）及Monie董敏莉加盟。
2012年9月19日，新城數碼財經台正式啟播。
2013年8月起，黎海珊獲邀回巢主理晨早節目《晨希Good Day》。
2013年9月17日，新城數碼音樂台正式啟播。
2014年9月17日，新城數碼生活台正式啟播。
2015年10月1日，區新明離職重返商業電台任行政總裁。
2016年1月9日起，新城電台再一次「大地震」，「新城娛樂、音樂及製作總監」朱明鋭半被動退休、DJ杜浚斌、盧頌恩、黃紫盈等陸續宣佈離職，大約30位資深或偶像派DJ（陳小寶、路芙、科林、董敏莉、梁棨寧、李紫昕、陳禮賢、Gigi、側肥、許柏倫等）均於1月8日或之前收到「大信封」被解僱，薛家燕、林盛斌、范振鋒被轉為兼職主持，郭偉安是極少數沒有受影響的DJ，其主持的節目《新城勁爆流行榜》只是延後播出時間。除了通宵音樂、保健節目外，幾乎全線節目無一倖免要結束或更改形式，並首次加入凌晨重播時段，該台口號改為「知訊聲音，全城動聽」。新城數碼音樂台原有節目停播，改為全天候轉播新城數碼生活台節目。此外，新城財經台助理台長兼節目主持呂婉瑩亦被解僱。
2016年9月12日，新城電台宣佈決定交還數碼聲音廣播牌照，旗下3條數碼聲音廣播會按牌照規定，繼續正常播放至10月12日。經批核後，其中2條頻道會安排與2條FM模擬廣播頻道聯播，餘下1條將全日播放音樂，直至當局批准停止服務為止，即2016年11月12日。
新城知訊台自2016年起曾作出多次變陣以望增加收聽率，並引入不同的音樂單位於知訊台晚間時段製作節目，更曾嘗試於星期日開設音樂擂台給聽眾能夠親身於知名音樂人面前大展歌喉，但仍未能吸引聽眾和廣告商的青睞，更偶爾出現全日零商業廣告的狀況。

### 2020年代
2020年7月22日，新城知訊台執行總監程凱欣初步確診2019新型冠状病毒肺炎。新城電台隨即向所有員工發出內部通知，指電台黃埔辦公室要即時關閉及消毒，新聞部則可維持基本運作至下午5時半；各台由當日下午6時起暫停運作，並以聯播方式重播一系列的預錄節目(包括2019年的新城勁爆頒獎禮和多套早期新城電台與歌手合作聲演的廣播劇)，中途的新聞和廣告間場則以播放歌曲代替。財經台於翌日早上7時首先恢復正常廣播，而新城知訊台則延於同日下午4時才恢復。被指於主持節目時沒戴口罩的程凱欣於網上致歉，而程凱欣有份主持的早晨節目「原來生活好快樂」則需再停播多一日。
2020年12月18日，多份報章引述電台員工透露新城電台將再有重大改革，有一定比例的知訊台DJ被辭退(其中包括與新城電台有長期合作關係的張瑪莉)，亦有部分DJ需改以類似部頭約的模式合作。2021年1月1日，新城知訊台再度改革，平日除早晨節目和黃金時段外，大部分時段都改為音樂節目，其中中午一時至四時更被網媒發現節目一度留空，最後電台表示相關時段會由知訊台執行總監程凱欣負責主持的「純音樂」節目《無縫音樂》，相關的節目安排直至二月起開始加入一系列的清談節目才有所改善。
同時，知訊台執行總監程凱欣表示新城電台未能與香港音像聯盟達成新協議，部份唱片公司的合作關係會於2021年起暫停(有傳部分聯盟內的唱片公司於12月起已不再直接向新城電台派發新歌，而新城電台亦需於2021年起停止於網上提供2020年或以前的節目重溫服務)，但表示電台對聯盟的「大門永遠打開」，各唱片公司亦如常出席於12月30日舉行的「新城勁爆頒獎禮」。香港音像聯盟後來更於2021年7月以電台並未於協議結束後停止播放聯盟歌曲為由對新城電台申請法庭禁制令，限制新城電台不能於未經授權下播放聯盟的歌曲並對此提出索償。直至同年9月，部分聯盟內的唱片公司再度向電台派發新歌，新城電台後來接受網媒香港01查詢時承認已與聯盟達成共識，新城電台會恢復播放相關唱片公司的歌曲。但相對比以往，聯盟向新城電台派發新歌已不再積極。而於同年12月27日舉行的「新城勁爆頒獎禮」上，聯盟內就只有Dear Jane的Howie一人出席。
2024年1月9日，新城電台宣佈委任前港台創作總監馬浚偉出任新城廣播首席營運總監以協助管理營運。馬浚偉甫一上任即提出2月舉行電台節目巡禮並作出多項改革，包括邀請陳小芝回巢出任新城數碼媒體及業務拓展總經理，同時亦委任葉文輝作創作總監。及後再委任資深填詞人及廣播人周禮茂作首席創作總監以望改革新城勁爆頒獎禮
，而時任知訊台執行總監程凱欣的職位則正名為知訊台台長。馬浚偉並召回離開電台近三個月的DJ鄭啟泰重新主持節目，惜鄭於於復播後不久就突然離世。
2024年2月15日，新城電台於「黃埔號」舉行「新城廣播甲辰年新春團拜暨節目巡禮」，宣佈將為新城知訊台推出6個新節目，並邀請不少藝人回歸及加盟主持。分別是葉文輝曾主持的《卡拉O！BABE》、譚玉瑛、何基佑、黃筠兒、麥皓兒主持的《QK玉瑛室》、《新手DJ大明星》、《戲曲大世界》、《每天愛你多一點》及潘紹聰回歸主持恐怖熱線。除了以上節目外，資深主持歐陽德勛闊別多年後再度主持電台節目並首度加盟新城主持《沿途有我》，而股評人沈振盈亦以嘉賓身份現身財經台的收市節目《揀股問盤》；梁思浩亦曾於社交媒體宣佈將於4月加盟新城電台，但梁後來轉投無綫電視的新設頻道TVB Plus而未能亮相，最終梁思浩延至翌年的新春團拜才宣佈將於2025年3月起為新城主持節目《命運解惑師》。同時電台宣佈重組旗下的製作團體「新城動力」，成立音樂部及電影部，簽約歌手及製作歌曲，並會開拍電影。至於每年年底舉辦的《新城勁爆頒獎禮》，會成立音統會，推動全新歌曲評分制，以公平公正頒發樂壇成績表。而原本大型活動冊劃的部分則改由新成立部門的「新城製作」負責。而新城財經台亦於4月7日作出節目改動，新增時政節目《民生無小事》（即節目巡禮中所示的《新城市論壇》）節目同時於新城知訊台、財經台和采訊台播放，同時亦開始於財經台宣傳知訊台節目。
2025年4月22日下午4時，電台更新新城知訊台用於新聞和天氣報告的過場聲帶，電台名稱正名為「新城廣播」。

### 歷任管理層
董事總經理
- 甘國亮 1998年－2005年12月30日
- 馬健生 2006年－2016年7月1日
- 宋文禧 2016年－

首席營運總監
- 馬浚偉 2024年1月9日－

總經理
- 朱子昭 （節目規劃及頻道運作）
- 梁耀宗 （商務及市場拓展）
- 陳小芝 （數碼媒體及業務拓展）2024年1月－2024年7月
- 朱靜宜  (項目及商業電務)

勁歌台、新城997、新城娛樂台、新城知訊台台長
- 陳任 （勁歌台台長）1991年－1994年
- 陳海琪 （勁歌台台長→新城997 台長）1994年5月－1996年
- 白韻琴（新城娛樂台台長）1996年－1998年
- 朱明銳（新城娛樂台營運總監） 2001年－2006年9月
- 顏聯武（新城娛樂台總監及節目策略）2006年10月－2007年9月
- 蔡展煇（新城娛樂台節目總監）2006年10月－2007年9月
- 朱明銳（新城娛樂台台長→新城知訊台台長（音樂及娛樂））2007年10月1日－2016年
- 趙國安（新城知訊台台長（財經及資訊））2008年1月1日－2012年2月3日
- 劉婉芬（新城知訊台執行總監）2016年－2017年
- 程凱欣（新城知訊台執行總監→新城知訊台台長）2017年－

新城娛樂台、新城知訊台創作總監
- 陳小芝 ？－2006年12月
- 譚得志 2006年12月－2007年9月
- 區新明 2007年10月－2015年10月
- 周禮茂（創作顧問→首席創作總監）2007年10月－
- 葉文輝 2024年1月－

- 音樂總監: 馬永齡
- 藝人管理: 范振鋒
- 項目總監: 葉碧梅
- 公關總監: 陳玉琼

新城財經台台長
- 朱明銳（新城財經台台長）2007年10月1日－2007年12月30日
- 趙國安（總編輯和籌劃師）2008年1月1日－
- 呂婉瑩（助理台長）2008年7月－2016年1月
- 劉婉芬（節目總監）2016年1月
- 魏美珍（新城財經台台長）

## 有關旗下頻道

### 現有
- 新城知訊台（Metro Info，前稱為新城娛樂台、新城997、新城勁歌台）：FM 99.7-102.1，該台因應時勢、商業、人事等原因經常轉變定位，唯一不變的是強調「音樂」的重要性，與本地樂壇、流行音樂始終密不可分，亦視年青人為其重要聽眾群之一。主要提供涵括娛樂、音樂、生活、知識、親子家庭、自我增值等潮流情報，並在週末製作達多小時的保健節目。
- 新城財經台（Metro Finance，前稱為精選104、新城金曲台）：FM 102.4-106.3，該台是全球首個廿四小時廣東話財經電台頻道，提供準確、實時財經消息，以及緊貼環球金融市場的重要資訊，並製作少量人生規劃、理財哲學的節目。
- 新城訊台（AM1044 METRO PLUS，前稱為AM1044 METRO NEWS）：AM 1044，致力為不同國籍聽眾提供以其母語作廣播之多元文化節目，實現廣播語言無限界，包括少數族裔如印尼和菲律賓等。

### 已停播
- 新城數碼財經台（Metro Finance Digital）：DAB+11，該台針對內地及環球財經、並特設投資教育節目，提供有關財金投資知識，吸納有興趣學習投資的聽眾，豐富投資知識。重播部份曾於知訊台或財經台頻道播放的生活品味節目。
- 新城數碼音樂台（Metro Music Digital）：DAB+12，該台以音樂為主，推出一系列嶄新音樂節目，包括：本地、英、美、日、韓、台、等地的流行作品，除了有爵士、心靈、電子音樂，更會邀請享負盛名的音樂人擔任DJ，與大家分享他們精心挑選的音樂，務求復興DJ文化。每日直播十四小時，其餘時段與新城知訊台和新城財經台聯播。該台口號為「愛音樂　播綠色 Love Music Love Green」。2016年1月9日大改革，原有節目停播，改為全天候轉播新城數碼生活台節目。
- 新城數碼生活台（Metro Life Digital）：DAB+13，該台以生活品味節目為主，為聽眾培養優質生活的使命，提供包括飲食、旅遊、消閒、親子、教育、健康養生、文化藝術、洗滌心靈等多元化資訊，照顧社會上不同行業、不同階層的聽眾群，步向美好人生，並致力推動本港知識型社會發展。

## 過去節目

### 開台至第一次改革（1991年至1994年）
由陳任擔當第一任新城勁歌台台長，多名DJ均由當年商業電台和港台挖角而來的。根據陳任當時所說，勁歌台的風格仿美國的流行電台，以DJ Talk show 和播放流行歌曲為主，做節目宗旨係"少說話，多播歌"。據稱最初的勁歌台以電腦播放歌曲，目的是避免主持人有偏袒某些歌曲之嫌，但亦被對手商業電台譏為剝奪主持人的專業眼光，而陳小芝主持的節目Only on Sundays是勁歌台唯一可以播放自選歌曲的節目。金曲台方面主要播放經典金曲為主。
- 勁歌老祖－ 陳任主持（勁歌台）
- 勁爆榜 － 陳小芝主持（勁歌台）
- Bing Ling Bum 林陳小芝－ 陳小芝主持（勁歌台）
- Only on Sundays－ 陳小芝主持（勁歌台）
- 搖擺紳士－ 梁兆輝主持（勁歌台）
- 歌霸Jennifer－ 陳漢詩主持（勁歌台）
- 爆機雙辣－ 陳漢詩/郭偉安主持（勁歌台）
- 明明你好野－ 余劍明主持（勁歌台）
- 萬用Chart－ 余劍明主持（勁歌台）
- 晏晝美麗啲－ Melody（吳桂芳）主持〔勁歌台〕
- 笑口噬噬李少蕙－ 李少蕙主持（勁歌台）
- 隔夜峰佬鄧梓峰－ 鄧梓峰主持（勁歌台）
- Leader's Cafe－ 利達英主持（勁歌台）
- 我嚟啦Lavina－ Lavina主持（勁歌台）
- 婉儀Formula－ 方婉儀主持（勁歌台）
- Music King Kong－ 郭偉安主時（勁歌台）
- 月光光關偉光－ 關偉光（勁歌台）
- 眼光光關偉光－ 關偉光（勁歌台）
- 靚靚心野夜－ 劉兆璋（勁歌台）
- I am Woman! － 胡曼音主持（勁歌台）
- 古怪收音機－ 古巨基主持（勁歌台）
- 我play－ 陳嘉熙主持（勁歌台）
- 無心睡眠－ 蔡康年主持（勁歌台）
- Power on Henry Fong－ 方家煌主持（勁歌台）
- Casey's Top 40(外購英語節目)－ Casey Kasem主持（勁歌台）
- 勁歌精品店 －（勁歌台，是一個由唱片公司特約播放指定推介歌曲的節目，當時以飛圖唱片「買下」最多時段）
- 仙樂飄飄－ 仙杜拉主持（金曲台）

### 第一次改革後（1995年至1996年）
陳任離職，由陳海琪主理，將勁歌台原來偏離香港廣播的風格重新糾正過來。其後將勁歌台和金曲台分別改稱為新城997和精選104。
- 新夜傾情 － 陳海琪主持（勁歌台）
- 老友早晨 － 陳欣健主持（勁歌台）
- 青春有心營 - 李麗蕊、李浩林主持（勁歌台）
- 夜半謎鍾 －  鍾慧冰主持（勁歌台）
- 由零開始 － 伍詠薇主持（木口替工）（勁歌台）
- 海琪的天空 －陳海琪主持（新城997）
- 香蕉俱樂部 －（新城997）
- 安全理事會 － 郭偉安主持（新城997）
- 空中小姐Anna 丘凱敏 － 丘凱敏主持（新城997）
- 五個廣播的少年 － 謝昭仁、陳振安、林寄韻、葉碧梅、范振鋒主持（新城997）
- 新城勁爆流行榜 － 郭偉安主持（新城997）
- 今夜陽光燦爛 － 顏聯武主持（新城997）
- 是夜不是夜 － 伍詠薇主持（新城997及精選104聯播的通宵電台節目）

1995年至1996年間，新城組織了陳海恆、丘凱敏及林寄韻成為女子歌唱組合N.C.Girl（意思是new city girl）。而N.C.Girl亦曾在新城舉辦的樂壇頒獎禮中得到獎項。由陳海琪主理那幾年，新城997亦較之前擴闊了聽眾層面，亦有更多音樂秀和公開活動。

### 第二次改革（1996年至2001年）
人事變故，陳海琪離職，由白韻琴主理。
- 早Good Morning 晨 － 王者匡、Steve James主持（精選104）
- 早晨In得叻－路芙、陸恭蕙主持（新城997）
- 平息你的風波 －吳明林、簫若元主持（新城997）
- 盡訴心中情 － 白韻琴主持（新城997）
- 旅遊萬里情 －  謝偉俊、白韻琴主持（新城997）
- 法乎情－ 謝偉俊、白韻琴主持（新城997）
- XO 三女將（新城997）
- 三個女人三個八 － 楊寶玲、蘭茜主持（新城997）
- 安室內電話 － 郭偉安 主持（新城997）
- 我芝訂 － 陳小芝、啤梨、懷鈺主持（新城997）
- 日月星辰－  洪朝豐主持（新城997，詳見洪朝豐條目）
- 性熱線 － 吳穎英醫生﹑梁英傑醫生（即後來的「醫情醫性」，新城997節目，詳見洪朝豐條目）
- 深夜直航 － 蔡康年主持（新城997）
- 恐怖熱線 － 曾經分別由雷宇揚﹑潘紹聰及路芙主持（新城997）
- 是夜不是夜（新城997及精選104的通宵節目，在這時期伍詠薇已退出，節目由不同的新城DJ輪流主持）
- 997 遊戲基地（新城997）
- 男呼鬥組（新城997）
- "林"時演員（新城997）
- 高科熱（精選104至今，現時由呂婉瑩主持）
- Merry Mary － 張瑪莉主持（即現時節目「瑪莉會客室」及「百分百張瑪莉」的前身，精選104播出至今）

### 第三次改革（2001年2006年）
新任CEO甘國亮將台名由新城997/精選104改稱為新城娛樂台/新城財經台，其中財經台以專門吸納關心財經動態的不同層面聽眾為目標，娛樂台則以模仿無綫電視翡翠台的形式製作及播放節目，故有不少人稱新城娛樂台為「電台版無綫」。此外，由於新城電台大部份節目都與中國大陸的電台聯合製作或同步廣播，甚至在公司網站主頁顯眼位置設立“中港活動快訊傳真”，所以香港不少市民都把新城電台與文匯報及大公報等親中報章相提並論。

#### 娛樂台
- Hey! 早晨（已完結）
- 娛樂一早（已完結）
- 開心大鬧鐘（已完結）
- 增值青雲路（已完結）
- 家天下（已完結）
- 一個靚墟（已完結）
- 各位On-Line（已完結）
- 音樂傳能（已完結）
- 聯 Fan 所（已完結）
- 生活好國度
- 我芝訂（已完結）
- 今夜陽光燦爛（已完結）
- 卡拉O！Babe（已完結）
- 新香蕉俱樂部
- 流行直播室
- 韓到入心（已完結）
- 烈火戰車（已完結）
- 足球狂熱（已改由新城財經台播放，後完全取消）
- 聯Fan 美食所)（已完結）
- 聯Fan BARcode（已完結）
- 新城勁爆流行榜
- 新城勁爆On-line點唱榜（已完結）
- 國語力新城國語力排行榜
- 教育網
- 新新青年互助委員會
- 小文化社
- 星期日報
- 娛樂一周（已完結）
- 醫情醫性（前身是「日月星辰─性熱線」節目，請參看洪朝豐條目）已完結
- 歡樂通宵（已完結）
- 星期日大菠蘿
- 爸爸媽媽坐下來（已完結）
- 求愛得出口（已完結）
- 有舞文化（已完結）
- 好友音樂感(（已完結）

#### 財經台
- 香樹輝King King 傾
- 我的事務所
- 杜指納指話你知（變成節目繼續開市的其中一個環節）
- 財經104
- 中環會客室
- 開市直擊
- 投資高手
- 樓市最前線
- 理財是力量
- 股市直擊
- 粵港股市快訊
- 樓市最前線
- 財富粵港兩地通
- 財經 Wrap Up
- 六點新聞財經
- 場內外聯線
- 繼續開市
- 足球王
- 華爾街戰報（已完結）
- 中環104（已完結）
- 財經天地線（已完結）
- 股市直擊上本場（已完結）
- 股市直擊下本場（已完結）
- 時事相對論（已完結）
- 小年股神（已完結）
- 波馬縱橫（已完結）
- 投姿有意思（已完結）
- 馬時亨有意思（已完結）
- 陳國強眼中的風雲人物（已完結）
- 雙人花式插咀（已完結）
- 周六梁伯滔（已完結）
- 非常人非常音樂室（已完結）
- 名人消閒日誌（已完結）
- 智慧創富（已完結）
- 富貴人至<（已完結）
- 金融雄才（已完結）
- 寵物有家（已完結）
- 明茶館（已完結）
- 股壇龍榜虎（已完結）
- Chi Chung's Choice（已完結）
- 輝遊記（已完結）
- 周末花得起（已完結）
- 風弛名車路（已完結）
- 自我增值力（已完結）
- 自我增值點（已完結）
- 增值無限GIG（已完結）
- 新城人俱樂部（已完結）
- 104獨家頭條（已完結）
- 影音堂（已完結）
- 瑪莉會客室（已完結）
- 個人理財百份百（已完結）
- 醫家擺陣（已完結）
- 依法有理（已完結）
- 消費享樂大世界<（已完結）
- 友情無敵（已完結）
- 顏色生活（已完結）
- 音樂大道中（已完結）

#### 聯播節目
- 珠三角，早晨(新城娛樂台和新城采訊台聯播節目，大部分節目時間以普通話廣播)（已完結）
- 粵港越流行(新城娛樂台和南粵之聲聯播節目)（已完結）
- 粵港新鮮報(新城娛樂台和城市之聲聯播節目)（已完結）
- 粵港0公里.自由行（新城資訊台與深圳U Radio聯播節目）
- 9+2 音樂先鋒榜（新城娛樂台和音樂之聲聯播節目）
- 澎湃動力 - 粵港歡聚慶團年（新城娛樂台和城市之聲聯播節目）（已完結）
- 中國音樂先鋒榜 (新城娛樂台和音樂之聲聯播節目)（已完結）
- 生活好國度 - 頭條娛樂（新城娛樂台和城市之聲聯播節目）（已完結）
- 澎湃動力 - 生活好國度（新城娛樂台和城市之聲聯播節目）（已完結）
- 智休生活（新城娛樂台和新城財經台於不同時段播放）（已完結）
- 新城人俱樂部（新城娛樂台和新城財經台於不同時段播放）（已完結）

### 第四次改革（2006年至2007年9月）
人事變故後，朱明銳明升暗降，由顏聯武和蔡展煇主政，新城娛樂台首次改革，將多個在新城娛樂台的深夜節目全面改為受贊助的音樂節目流行直播室，先後將是夜不是夜、隨意門、恐怖熱線時段改為受贊助的音樂節目流行直播室，更將香港最長壽的靈異電台節目恐怖熱線改為只在星期六深夜一時至三時後期再改為午夜十二時至二時和星期一至星期五節目時間為十分鐘的十分恐怖熱線，被刪除節目有：是夜不是夜、隨意門、聯 Fan BARcode和我芝訂，新城娛樂台DJ英才退居幕後。
- 阿Me 一早播（已完結）
- 阿T 一早播（已完結）
- 女當家 男當家（從新城娛樂台過渡新城知訊台播放。）
- 好友電影感（已完結）
- 奧運狂熱（已完結）
- 十分恐怖熱線（已完結）
- 流行直播室（從新城娛樂台過渡新城知訊台播放。被《寂寞流聲群》取代）（已完結）
- 大把戲（新城娛樂台）（已完結）
- 奉旨玩o野（已完結）
- 3G21（已完結）
- PRC音樂「鋒」（已完結）
- 海趣坊卡拉 O'Babe 周末唱遊（從新城娛樂台過渡新城知訊台播放。）（已完結）
- 火熱新一代（從新城娛樂台過渡新城知訊台播放。）（已完結）
- 精英A班（從新城娛樂台過渡新城知訊台播放。）（已完結）
- 時時潮爆 （已完結）
- 潮爆星期天 （已完結）
- 靈異愛好者 （已完結）
- 有時鍾情（新城財經台）（已完結）
- 重新睇健康（新城財經台）

### 第五次改革（2007年10月至2008年1月1日）
2007年10月，再度上臺的新城娛樂台和新城采訊台台長朱明銳，解僱顏聯武和蔡展煇的親信快必（譚得志）及梁東即時生效。梁東、車車和科林主持的《聯 fan 所》分為兩個節目四時至五將由啤梨（葉文輝）主持的《聯 fan 所之‘啤梨士多’》和因為蔡展煇不喜歡而被解僱的張卓賢(瑪姬)重返新城娛樂台主持五時至六時的《聯 fan 所之‘純粹嬉戲 Hey’》。
- Me Me More More（已完結）
- 聯 fan 所之‘啤梨士多’（期後更名為啤梨士多，改作獨立節目）
- 聯 fan 所之‘純粹嬉戲 Hey!’（期後更名為純粹嬉戲 Hey！，改作獨立節目）
- 全‘旅’打
- 新香蕉星期天（已更名為新香蕉俱樂部）
- 你娶我嫁（已完結）

### 第六次改革（2008年1月2日至2016年1月8日）

#### 知訊台
- 開心家天下（2011年10月首播，取代《智慧.創富》）
- 精明開心自由行（2012年11月1日首播，取代《投資好望角》）（已完結）
- 爸爸媽媽你好嗎?（取代《好男好女》）
- 好男好女（已完結）
- 音樂通世界
- 啤梨士多（已完結）
- 純粹嬉戲Hey！（已完結）
- 娛樂旗艦店 (取代《啤梨士多》&《純粹嬉戲HEY!》)
- 音樂通世界 黃昏版（已完結）
- 還看今天（取代《生活好國度》及《音樂通世界黃昏版》）
- 百萬U.S.B.（2011年1月17日首播，取代與財經台聯播的《繼續開市》）
- 卡拉O！FACE（已完結）
- 新香蕉俱樂部（取代《卡拉O！FACE》）
- 寂寞一窩Phone（與《新香蕉俱樂部》調轉時間播放）
- 寂寞「留聲」群（取代《越夜越音樂》）
- 全‘旅’打
- 風馳60分（已完結）
- 光映 16 : 9（已完結，被併入《娛樂旗艦店》的環節）
- 美女困獸鬥
- 新新青年互助委員會
- 少寶與文狄
- 恐怖熱線
- 星期日大菠蘿
- 講玩講食潮流誌（已完結）
- 宅男拯救隊 (取代《講玩講食潮流誌》)（已完結）
- 流行直播室(本節目與新城財經台聯播)) （已完全由《越夜越音樂》取代）
- 越夜越音樂(本節目與新城財經台聯播)（已完結）
- 早餐好歌
- 新城勁爆流行榜
- 國語力.新城國語力排行榜
- 火熱.音樂.人. （已完結）
- 百分百張瑪莉
- 一首歌 一個故事
- Sunday音樂Bud （已完結）
- Wonderful Life無與倫比
- 週日唱好星星BAR （已完結）
- 音樂好友營（前身為《Sunday音樂Bud》，取代同時段之《精英 A 班》)
- 陳少寶爵士精選 （取代週日唱好星星BAR）
- 中國財經60分（本節目與新城財經台聯播）（已完結）
- 集知新世代（已完結）
- 集知新世代之香樹輝 King King 傾（本節目與新城財經台聯播，由新城財經台新増至新城知訊台） （已完結）
- 增值青雲路
- 智慧、創富（已完結）
- 生活好國度（已完結）
- 自助人生大學堂（取代知識迎人）
- 知識迎人（取代《越學越強》）（已完結）
- 越學越強（已完結）
- 繼續開市（本節目與新城財經台聯播，由新城財經台新増至新城知訊台）（已完結）
- 一周新聞
- 女當家 男當家
- 教育網
- 小文化社
- 星期日報
- 新紀元健康檔案
- 星期日 保健日 系列節目
- 精英A班（已完結）
- 財經一周（已完結）

#### 財經台
- 顏色生活（因顏氏離職而結束）
- 一個人好生活 (取代首兩小時的《顏色生活》)
- 我的事務所（節目重溫）（取代後一小時的《顏色生活》）
- 閱讀城市（特備節目，只在公眾假期香港股市休市日播放。期後轉為常規每星期播放。）
- 越夜越音樂（由新城知訊台新増至新城財經台）
- 流行直播室（由新城知訊台新増至新城財經台）（已完全由越夜越音樂取代）

#### 訊台
- Shanghai Financial Report（上海財經報導）

### 數碼聲音廣播（2012年9月19日至2016年10月12日）
自新城電台獲香港政府發予數碼廣播牌照，新城電台投入製作多個數碼電台頻道，範圍涉及音樂資訊、財經資訊和生活話題各方面。根據新城電台網頁，新城數碼財經台所製作的節目會注入投資教育元素，提供有關財金投資知識，並且增設更多問股環節和網上問股專欄，加強聽眾與節目主持的互動性，吸納有興趣學習投資的聽眾，豐富投資知識。新城數碼音樂台以音樂為主，推出一系列嶄新音樂節目，包括：本地、英、美、日、韓、台、等地的流行作品，除了有爵士、心靈、電子音樂，更會邀請享負盛名的音樂人擔任DJ，與大家分享他們精心挑選的音樂，務求為聽眾帶來全新的純音樂體驗。新城數碼生活台肩負為聽眾培養優質生活的使命，提供包括飲食、旅遊、消閑、親子、教育、健康養生、文化藝術、洗滌心靈等多元化資訊，照顧社會上不同行業、不同階層的聽眾群，步向美好人生，並致力推動本港知識型社會發展。
2012年首個新城的數碼廣播頻道：新城數碼財經台，在9月19日啟播。新城數碼音樂台於2012年3月25日開始透過新城電台網站及手機應用程式試播，在同年11月1日舉行啟動儀式。並於2013年9月17日正式廣播。而第三個數碼頻道，即新城數碼生活台，則於2014年9月17日正式啟播。
透過數碼收音機，聽眾不但可以聽電台節目，亦可以「看」電台節目。例如即時財經資訊，及首個聲稱可以一邊聽，一邊看的電台節目《全程飲歌》，在2014年7月開始播放。
在香港政府沒有積極力推廣數碼聲音廣播的情況下，新城電台旗下的數碼音聲音廣播服務，有如香港其他擁有政府發放數碼聲音廣播牌照的電台一樣，經營情況非常困難。到2016年初，因為電台營運出現危機需要裁去部份廣播人員，以致投放在數碼廣播頻道的資源愈來愈少。新城的三個數碼電台頻道亦漸漸淪為模礙廣播頻道（知訊台、財經台）的聯播頻道或重播節目用。新城電台亦因此違規而曾經被通訊事務管理局作出勸諭。
2016年9月12日下午4時30分，新城電台發出聲明，表示決定向政府交還數碼聲音廣播牌照，並於該天早上通知商務及經濟發展局。新城旗下3條數碼廣播頻道會按照牌照規定，繼續廣播至同年10月12日，其後當中的兩條頻道會與現有兩條FM頻道聯播，餘下的一條頻道將全日播放音樂，直至當局批准停止服務為止。聲明指出，旗下的數碼聲音廣播自2012年啟播以來，一直有投入資源，但各項配套未適時配合下，數碼廣播業務進展未如理想，導致廣告空間一直未能拓展，陷於苦戰局面，形勢在過去大半年更急轉直下，惟最後決定停止數碼聲音廣播。

#### 知訊台
- 晨希Good Day（2013年2月4日首播，取代《中國財經60分》及《集知新世代》）
- 頭條趣聞（2013年9月17日首播，取代《精明開心自由行》）
- 開心家天下
- 圓圈加一點（取代《爸爸媽媽你好嗎？》）
- 紫昕有你（取代《爸爸媽媽你好嗎？》）
- 音樂通世界
- 娛樂旗艦店
- 還看今天
- 百萬U.S.B.
- 寂寞一窩Phone
- 新香蕉俱樂部
- 寂寞「留聲」群（與新城財經台及新城數碼音樂台聯播）
- 自在人生大學堂（與婦女事務委員會&香港公開大學李嘉誠專業進修學院合作的自我學習節目）
- 早餐好歌 （後分為《周末》及《周日》版）
- 一周新聞
- 女當家 男當家
- 當家私房Choice
- 全‘旅’打
- 女兒家 呂嘉儀
- 一首歌一個故事
- 美麗秀
- 新城勁爆流行榜
- 國語力.新城國語力排行榜
- 郎才女貌（取代《美女困獸鬥》，期後節目名改稱《上流人生》）
- 新新青年互助委員會
- 百分百張瑪莉
- 少寶與文狄（與新城數碼音樂台聯播）
- 恐怖熱線（與新城數碼音樂台聯播，分為星期六及星期日兩個節目）
- 小文化社（後分為《周末》及《周日》版）
- 星期日大菠蘿
- 新紀元健康檔案
- Sun車樂地
- 星期日 保健日 系列節目
- 教育網
- 陳少寶爵士精選
- 酒點半
- 新香蕉Junior（取代《新香蕉星期天》）（已完結）
- 超 CLUB 足球（取代《酒點半》）
- Sorry I Love You胡美儀（取代新香蕉Junior）
- 音樂好友營（與新城數碼音樂台聯播）
- 一「訪」三「聽」（取代《音樂好友營》，與新城數碼音樂台聯播）

#### 財經台
- 中國財經60分（與中國內地多個電台聯播，另外在新城電台的財經台﹑數碼財經台及數碼生活台同步廣播）
- 香樹輝King King 傾（與新城數碼財經台聯播）
- 開市直擊
- 理財是力量（與新城數碼財經台聯播）
- 投資高手
- 股市直擊（已完結）
- 財富粵港兩地通
- 財經 Wrap Up（與新城數碼財經台聯播）
- 場內外聯線（與新城數碼財經台聯播）
- 我的事務所
- 繼續開市（與新城數碼財經台聯播）
- 一個人好生活
- 散戶奇兵（重播新城數碼財經台節目）
- 有「莉」位置
- 人生馬拉松
- 金漆招牌（取代《周末in壹pair》）
- 粵港財金縱橫
- 學識至上
- 新城地產街（與新城數碼財經台聯播）
- 天生愛美麗
- 從頭出髮
- 健康地球人
- 健康新髮現
- 週末華爾街
- 恩雨同路人
- 物玩潮人（重播新城數碼財經台節目）
- 全程飲歌（只在星期六播出，並與新城數碼生活台聯播）
- 知音四寶
- 財雄勢大
- 遊山玩水（與新城數碼財經台聯播）
- 體格大翻身
- 高科熱
- 飲食得喜
- 傑青新一代
- 閱讀城市
- 醇美酒經（重播新城數碼財經台節目）
- 有時鍾情（特備音樂節目，由鍾家耀主持，只在公眾假期香港股市休市日上午播放）
- 情．尋．記（特備音樂節目，由程凱欣主持，只在公眾假期香港股市休市日下午播放）

#### 訊台
- Shanghai Financial Report（上海財經報導）
- Morning Jam
- PTS in the Mix
- Philippines Tonight Show Greetings
- The Quiet Storm Music Mix（每晚凌晨零時至清晨六時與新城數碼財經台及新城數碼生活台聯播）
- Campus Radio

#### 數碼財經台
- 財經直播
- 點金大中華
- 散戶奇兵
- 數碼演奏廳
- MFD投資總部
- 財星學堂
- 財智家長會
- 金錢管家
- 金融賢達堂
- 鬆容大花筒
- 樂活香港地（已停播）
- 人生百味（節目本身是財經台《我的事務所》其中一晚的環節，於數碼財經台以獨立節目播出）
- 投資通識
- 自在人生大學堂（安排播放時間與知訊台﹑數碼音樂台不同）
- 原味生活館
- 樓行品味（已停播）
- 醇酒美經
- 物玩潮人
- 快樂毅行者
- 今日女主場（已停播）
- 品牌成功路
- Jazz Show

#### 音樂台
- Dr.Music
- 國語力
- 占聞台
- 力推金曲
- 給自己的情歌（取代《力推金曲》）
- 唱遊世界
- BarryLand （被《偉大航道》及《碧Big World》取代）
- 燃點新音樂
- 黃昏樂與「路」
- 大音樂時代
- 點唱樂園（被《我最ENJOY‧八九拾》及《操場派》取代）
- 我最ENJOY‧八九拾
- 操場派
- 韓國style
- 愛.音樂.跑.部隊
- 音樂新「勢」代（取代《綠「識」樂園》）
- 綠「識」樂園
- 周末早餐好歌
- 數碼體育館
- 音樂營養
- 一「訪」三「聽」
- 一首歌 一個故事
- 北上尋歌
- 音樂經濟學
- 全民心「投」好
- 與君同樂
- 音樂女兒家
- 超奇爆趣
- Buskingdom
- 想創你個心
- 愛情三缺一
- 周日早餐好歌
- 斌彬有瀛
- Sunday 樂天地
- 音樂先鋒榜
- 美女困獸 Music Show
- 新城勁爆流行榜
- 華語原創音樂風
- 英美大熱榜
- 音樂好友營
- 90 後有話兒
- 電音 I 世代
- 法國，你好嗎？
- 三個老外 一個墟
- 愛在音樂中
- 最愛廣東歌（已被某節目取代）
- 音樂情書（已被某節目取代）
- 歌聲電影（已被某節目取代）
- 偉大航道（已被某節目取代）
- 碧Big World（主持人離開新城後節目結束）
- 自在人生大學堂（安排播放時間與知訊台﹑數碼財經台不同）

#### 生活台
- 原來生活好快樂
- 大世界好香港
- 宇宙狂熱
- 學好管理
- 全程飲歌（號稱首個可以一邊聽﹑一邊看的新城電台節目。節目初期在數碼財經台和財經台播出，在數碼生活台啟播後轉為在數碼生活台（周一至周六）主力播放）
- 心靈綠洲（邀請各主流宗教界和心理輔導代表主持。星期一至五依次每晚由基督教﹑道教﹑心理輔導﹑伊斯蘭教及佛教為主軸，推廣教義和討論相關議題）
- 不日放映
- 我有夢想
- 人車合一
- 智識做老闆
- 飛越華爾街
- 不怕生死
- 我手我做
- 健康‧運動‧無界限
- 爸媽‧寶寶‧遊樂園
- 一杯茶的時間
- 微距好風光
- 吾係電影人

### 第七次改革（2016年1月9日－2020年12月31日）
2015年新城勁爆頒獎禮當晚，朱明銳在頒獎禮後的慶功會宣佈計劃於2016年2月退休。消息公佈不久後，新城電台傳出將會有大型的人事變動。傳聞指，朱明銳因為在2014年新城勁爆頒獎禮因做出一些手勢讓某些歌手被冒犯，而缺席2015年的頒獎禮。此舉令高層震怒，強逼朱明銳退休，而一眾由其提拔，同一派系的DJ亦無一倖免會被解僱。
2016年1月2日，原定主持《少寶與文狄》被停播，該晚節目由文梓琪（Jackie）替班主持，解僱風暴由此展開序幕，DJ杜浚斌、盧頌恩、黃紫盈等陸續宣佈離職。2016年1月8日，新城正式宣布解僱知訊台30名DJ、幕後人員（包括資深或偶像派DJ 陳小寶、路芙、科林、董敏莉、梁棨寧、李紫昕、陳禮賢、Gigi等），薛家燕、林盛斌、范振鋒被轉為兼職主持。另外，新城財經台主持呂婉瑩亦於2016年1月離職。知訊台台長由原財經台主持劉婉芬兼任，職銜為「節目執行總監（綜藝）」，翌年由副總監程凱欣升任取代。

### 第八次改革（2021年1月1日－2024年2月15日）
2021年1月1日：新城跟環球、Sony Music及華納唱片因續約費未能達成共識而未能派歌往該台，直致2021年9月1日解決，雙方再簽合約。
2021年3月，作為新城財經台開台功臣之一早晨節目主持香樹輝宣佈將於月底退休，新城廣播有限公司董事總經理宋文禧於財經台20周年台慶晚宴上為香樹輝送上造型公仔和名酒以示祝賀。該早晨節目於同年4月1日重新命名為《財知大道》，加入了何民傑聯同節目代班林潔瑩負責主持。
2022年11月9日，知訊台主持星勤（劉俊勤）於深宵節目《音樂停不了》宣布提早離開新城電台，原定離開日期為11月30日。同年11月11日，《音樂停不了》另一主持甄子程亦表示最後一日主持該節目；而另一位新加入的主持李碧茹於同年11月13日凌晨完成節目後，深宵節目《音樂停不了》正式停播。由於事出突然，加上節目廣告於停播後仍然留在新城知訊台網頁上，惟其中一位主持星勤卻消失於廣告橫幅上，同時於節目主持名單消失。估計因為受11月1日違規開咪事件影響，被勒令提早掛咪。同年11月14日起，該時段以全電腦自動播放歌曲節目《只想聽音樂》取代。
2022年12月5日開始，知訊台節目表再次出現變動。知訊台主持鄭啟泰由於未能於晚上主持《他她它的都市生活》。知訊台另一DJ 哈里森頂替該時段。其音樂節目《隨森聽》由12月6日起，改於逢星期二至五晚上8至10時播出。《隨森聽》原有時段，則改為星期一重播《新城勁爆流行榜》本地及外語榜10大；而星期三至五則改為鄭啟泰和海淦清的清談節目《四四六六拆掂佢》。節目《隨森聽》自11月2日至今於新城知訊台網頁上，未有顯示在知訊台網頁主頁＜音樂娛樂＞分欄及未有獨立重溫網頁。到了2023年1月4日晚上，電台突然宣佈《隨森聽》因節目調動而需暫停播映，當日改由電台助理負責播放歌曲，而節目表上則只顯示該時段為「音樂節目」。到了翌日，接替哈里森主持節目的甄子程表示哈理森因身體不適而須暫別電台，節目亦由同月17日起正式命名為《今晚有「程」》，《今晚有「程」》最終於2024年6月14日播放最後一集。

## 節目主持

### 新城知訊台
- 程凱欣（新城知訊台台長，曾於商台任職，曾任新城知訊台執行總監[28]。自稱「程煮播」。現主持節目：新城知訊台《原來生活好快樂》、《豐味旅程》、《程尋記》；新城財經台《人生馬拉松》、《重新睇健康》、《鑽石美肌密碼》，曾主持節目： 新城知訊台《集知新世代》、《程人音樂》；新城財經台/新城數碼財經台/新城數碼生活台《全程飲歌》；新城財經台《情·尋·記》、《友程無敵》。）
- 郭偉安（Wayne，原於港台任職，是新城電台長青開台元老DJ之一。現主持電台節目：《新城勁爆流行榜 》(新城知訊台）《Music On Board》(新城知訊台、新城財經台、新城采訊台），曾主持節目：新城勁歌台《MUSIC KING KONG》、《爆機雙辣》，《勁爆榜》新城997,《安全理事會》、《熱度997》、《玩轉997》、《安室內電話》、《郭記傳訊》、《三口組》；新城娛樂台《各位On-Line》、《各位On-Line Game》、《新城勁爆On-line 流行榜》、《激In吧》及《流行直播室》。）
- 薛家燕（香港藝人，同時於無綫電視演出。現主持電台節目：《開心大派對》 ，曾主持節目:  新城娛樂台《家天下》、《粵港越流行》； 新城知訊台《開心家天下》、《智慧．創富》。）
- 麥卓華（現主持節目：新城財經台《物玩潮人》、《品牌成功路》，新城知訊台《原來生活好快樂》、《音樂聲華》、《那些年的歌》。曾主持《音樂永續》、《音樂四重奏》、《智闖人生路》，於2020年11月7日、11月16-20日及12月13、19日代班新城知訊台《寂寞留聲群》。）
- 黃思敏 （現主持電台節目：《開心大派對》、《思家運動營》，曾主持節目:新城娛樂台《一個靚墟》、《你娶我嫁》、《粵港越流行》； 新城知訊台《開心家天下》、《粵港0公里》、《早餐好歌》、《周末早餐好歌》、《一周新聞》、《生活好態度》、《娛樂Hot Pop》、《全民必Buy》；新城數碼音樂台《我最ENJOY‧八九拾》。）
- 范振鋒（曾是BMG歌手，獲陳海琪誠邀而加盟 新城997。1998年離開 新城997 到台灣發展，後曾為香港電台主持，於2006年獲新城邀請回巢。2016年1月9日起轉為兼職主持，現主持電台節目《開心大派對》、《豐味旅程》、《BiliBala開大喇叭》，曾主持節目: 《新香蕉俱樂部》（娛樂台＆知訊台）；新城997《五個廣播的少年》；新城娛樂台《聯Fan Bar Code》、《粵港新鮮報》、《流行直播室》；新城知訊台《生活好國度》、《開心家天下》、《精明開心自由行》、《SUN.車樂地》；新城數碼音樂台《80後星光燦》）
- 葉文輝（又名「啤梨」，曾任新城知訊台節目監製[28]，曾是潮藝娛樂旗下歌手。現為新城廣播電台創作總監。主持電台節目：新城知訊台 《梨事會》、《自在人生大學堂》；新城財經台《私家哥之大夢想家》，曾主持節目: 《我芝訂》（新城997＆娛樂台）；新城997《是啤Show》；新城娛樂台 《卡拉O！Babe》 ﹑《聯 fan 所之‘啤梨士多’》、《聯Fan Bar Code》、《流行直播室》；新城知訊台《啤梨士多》、《卡拉O! FACE》﹑《百萬U.S.B.》、 《寂寞一窩Phone》、《Ladies and Gentlemen》、《是啤Show》、《全民必Buy》、；新城數碼音樂台《Barryland》、《我最ENJOY‧八九拾》。）
- 陳有輝（Michael Beat，2017年7月開始在新城知訊台主持《Warm up the Beat 混·音樂》。曾主持節目：新城娛樂台《有舞文化》；新城數碼音樂台《電音 i 世代》，也曾有一段時期在新城采訊台工作。）
- 李紫昕（「紫昕姐姐」Purple，2016年1月因人事變動離開新城，當時任新城知訊台節目監製，著名兒歌歌手，2019年1月5日重新為新城知訊台主持《紫昕有你Wonderland》。曾主持電台節目：《星期日大菠蘿》（娛樂台＆知訊台）；新城娛樂台《家天下》、《粵港越流行》、《點正娛樂》； 新城知訊台《爸爸媽媽你好嗎？ 》﹑《爸爸媽媽你好嗎？ 之「紫昕有你」》；新城數碼音樂台《紫昕 那些年 》）
- 黎莉，綽號「小師妹」、「阿肥」（現主持節目：新城知訊台《人仔細細》、《搵黎搞村》（前名《搵黎講》)、《勁爆樂勢力》、《自在人生大學堂》；，曾主持節目：新城數碼生活台《人車合一》；新城知訊台 《阿肥與阿比》、《音樂現場》、今日由而家開始系列——《你理唔理「性」》； 新城財經台《一個人好生活》、《知音四寶》、《有“莉”位置》。)
- 葉泳詩（現主持節目：新城知訊台《世界隨意門》；新城財經台：《閱讀城市》。曾主持節目：新城數碼生活台《大世界好香港》、新城財經台《遊山玩水》、《世界大學堂》、《詩房遊記》（該節目只在節假日上午時段播出）。）
- 林子謙（現主持節目：新城知訊台《謙仔有請》、《謙仔的主題曲》；曾主持新城財經台：《知音四寶》、新城知訊台《吾係電影人》、《運動者聯盟》、《宇宙狂熱》）
- 張顥霖（現主持節目：《BiliBala開大喇叭》）
- 譚玉瑛（香港藝人，現主持節目：《QK 玉瑛室》）
- 麥皓兒（香港藝人，同時於無綫電視演出。現主持電台節目：《QK 玉瑛室》 ，曾主持節目:《得閒high tea》。）
- 黃筠兒（現主持節目：《QK 玉瑛室》）
- 何基佑（Kay，推動全港第一個以當代基督教音樂為主題的音樂節目《火熱．音樂．人》，現主持節目：《QK 玉瑛室》曾主持節目：新城娛樂台《火熱．音樂．人》、《火熱新一代》；新城知訊台《火熱音樂力量》）
- 海淦清（T.MAX，現主持電台節目：《得閒 high tea》、《國語力》；曾主持節目：《SING. 聲. 星》、《Friday T-Time》、《四四六六拆掂佢》）
- 倪詩蓓（香港藝人，現主持節目：《音樂五重奏 - 詩情廿四味》）
- 林伽遙（現主持電台節目：《得閒 high tea》）
- 黃肇然（現主持節目：《音樂五重奏 - 「然」 續音樂》）
- 昆頓（現主持節目：《音樂五重奏 - 說故事的人》；曾主持節目：新城娛樂台《奧運狂熱》。）
- 歐陽德勛（曾於商業電台、香港電台任職。現主持電台節目：《沿途有我》）
- 漢陽（現主持節目：《詩歌有Guide》）
- JY（現主持節目：《得閒 high tea》、《音樂五重奏 - 是日韓風》）
- 胡凱澄（Ame，現主持節目：《傾心、傾城》，曾主持節目：新城娛樂台《粵港越流行》、《PRC 音樂「鋒」》、《小文化社》、《阿Me一早播》、《Me Me More More》、《一週新聞》﹑《點正娛樂》；新城知訊台《寂寞一窩Phone》﹑《好男好女》、《越夜越音樂 之「一個人的天空」》﹑《國語力 新城國語力排行榜》、《恐怖熱線》﹑《周日唱好星星Bar》、「星期日 保健日」系列節目。）
- 素黑（現主持節目：《傾心、傾城》）
- 羅沛琪 （Pinky，現主持節目：《傾心、傾城》）
- Car Ha （夏佩琪）（在電台開咪時自稱「阿Car」。現主持節目：《傾心、傾城》，曾主持節目：新城財經台《Car式Music》2018年3月25日（26日凌晨）首播、《Car式Holiday》（該節目只在節假日上午時段播出）、《拾·一點生活》之《中環人好生活》；新城知訊台《今日由而家開始》系列之《星之Car比》（該節目亦於新城財經台重播））
- 陳浩源（輪椅羽毛球運動員，現主持節目：《新城文化會館：「體」你有冇份》)

### 新城財經台
- 劉婉芬（現任新城財經台及知訊台節目總監[28]，曾於商台任職。現主持節目：新城財經台《我的事務所》（2017年7月起重掌節目）、《人生百味》、《飲食得喜》、《金漆招牌》、《健康地球人》、《天生愛美麗》，曾主持節目：新城財經台《一個人好生活》、新城數碼生活台台開台節目（後轉知訊台播放）《原來生活很快樂》 ；新城財經台《我的事務所》（第一任）、《明茶館》、《中醫藥透視》、《事業天梯》；新城知訊台《智慧.創富》；新城997《平息你的風波》、《戰龍在野》。2016年年中曾因為聲帶嚴重失聲而從咪前退下休息接近1年。）
- 趙國安（曾於商台任職，曾任新城知訊台台長（財經及資訊）和新城財經台台長。現主持節目: 新城財經台 《財經 Wrap Up》、《場內外聯線》、《樓市最前線》、《週末華爾街》；新城知訊台《集知新世代》）
- 林潔瑩（現主持節目：新城財經台《財知大道》、《新城地產街》、《週日拼盤》、三台聯播節目《民生無小事》，曾主持節目：《香樹輝King King傾》）
- 林淑敏（樹仁新聞及傳播系畢業，人民大學新聞系碩士，活躍於香港及內地財經頻道。現主持節目：新城財經台《理財是力量》、《揀股問盤》、《財雄勢大》；新城數碼生活台 《智識做老闆》，曾主持節目：新城財經台《財富粵港兩地通》、《投資高手》、《擁抱健康生活》、《世界經濟行》、《股壇一周熱點》及《深滬股市情報》環節；新城知訊台《財經一周》。）
- 胡孟青（財演，現主持節目：新城知訊台《傾心、傾城》；新城財經台《開市直擊》、《傑青新一代》。）
- 魏美珍（現主持節目：新城財經台《開市直擊》、《世界樓巡禮》；新城數碼財經台 《財經直播》）
- 鄧聲興（財演，現主持節目：新城財經台《投資高手》。）
- 謝鳳卿（現主持節目：新城財經台 《投資高手》）
- 熊麗萍（現主持節目：新城財經台 《投資高手》）
- 朱子昭（經濟學、大眾傳播及新媒體、犯罪學畢業，曾於本港主要報章擔綱財經新聞編採及網站開發工作，現主力發展新城財經網內容及多媒體頻道。現主持節目：新城財經台 《粵港財金縱橫》、《104投資總部》；新城數碼財經台 《MFD投資總部》、 《金錢管家》，曾主持節目：  新城財經台《傑青新一代》、《場內外聯線》；新城知訊台《智慧‧創富》。）
- 朱家明（現主持節目: 新城財經台《理財是力量》、《場內外聯線》）
- 朱明亮（現主持節目：新城財經台《場內外聯線》、《104投資總部》、《拾·一點生活》之《朱護髮講頭髮》；曾主持新城數碼財經台《財經直播》、《點金大中華》、《MFD投資總部》、《財富Sunday》，部份節目因該台停止運作後轉為在財經台播出）
- 潘碧雲（現主持節目：新城數碼財經台《財經直播》）
- 黃瑋傑（綽號「黃師傅」，現主持節目：新城財經台《繼續開市》、《傑青新一代》）
- 劉韻芳（現主持節目：新城財經台《繼續開市》）
- 蔡展輝（曾任新城廣播有限公司業務拓展經理[28]，現主持節目：新城財經台《財星學堂》，曾主持節目:  新城娛樂台《新城國語力排行榜》、《流行直播室》；新城知訊台《知識迎人》、《風馳 60 分》。）
- Jimmy（現主持節目：新城財經台《散戶奇兵》，該節目原本屬新城數碼財經台，自該台停止運作後轉為在財經台播出）
- Lewis（現主持節目：新城財經台《散戶奇兵》，該節目原本屬新城數碼財經台，自該台停止運作後轉為在財經台播出）
- Jason（現主持節目：新城財經台《散戶奇兵》，該節目原本屬新城數碼財經台，自該台停止運作後轉為在財經台播出）
- 京士頓（現主持節目：新城財經台《散戶奇兵》，該節目原本屬新城數碼財經台，自該台停止運作後轉為在財經台播出）
- 麥萃才（兼職主持，現主持節目：新城財經台《財雄勢大》）
- 陳杰屏（現主持節目：新城數碼財經台 《財智家長會》、《品牌成功路》）
- 李惠嫻（現主持節目：新城財經台 《財富Sunday》）
- 陳鳳翔（兼職主持，現主持節目： 新城財經台《理財是力量》節目裡的環節《一帶一路通識》）
- 鄧達智（兼職主持，現主持節目：《遊山玩水》）
- 李碩宏（現主持節目：新城財經台《物玩潮人》、《聽·說我愛你》、《原味生活館》；曾主持節目：新城財經台《知音四寶》）
- 魏志豪（兼職主持，現主持節目：新城財經台《物玩潮人》）
- 莫佩雯（兼職主持，現主持節目：新城財經台《世界樓巡禮》)
- 王大飛（兼職主持，現主持節目：新城財經台《飲食得喜》）
- 張錦祥（兼職主持，現主持節目：新城財經台《飲食得喜》）
- Eric Kwok （兼職主持，現主持節目：新城財經台《飲食得喜》）
- 陳以禔（曾任職無綫電視。現主持節目：新城財經台 《拾·一點生活》之《體藝文情》、《傑青新一代》、《FinTech新世代》。以普通話主持與內地聯線《深港通錢線》、《滬港一線通》、《港股通天下》。曾主持節目《CEO的未來世界》）
- 梁智鴻 （現重返新城財經台當兼職主持，現主持節目：新城財經台《人生馬拉松》。）
- 郭已裳 （現主持節目：新城財經台《零時拾Fun》2018年4月2日（3日凌晨）首播。曾主持新城數碼財經台節目《音樂大步走》）
- 何民傑 （現主持節目：新城財經台《財知大道》2021年4日1日首播，接替退休的《香樹輝King King傾》主持人香樹輝）

### 新城訊台（AM1044 Metro Plus）
- Charlie Ling（現主持節目：《Sunshine Charlie》）
- 麥偉信（Michael Vicent）（現主持新城采訊台星期一至五早上節目《Morning Jam》及新城知訊台晚上半小時英語音樂節目《Mellow Touch》；曾主持的節目包括播放菲律賓歌曲的音樂節目《Magandang Sunday》）

註：新城電台節目主持人的特色是部份主持人不被界定為某一個頻道主持，據推測是基於新城電台每逢幾年即有一次節目大改革，因要節省資源；或個別節目以多個頻道聯播／轉播。同時，亦有節目主持人兼任新聞主播，而部份新城知訊台主持人亦會兼任知訊台交通訊息報道員。

### 已離任之節目主持
- 陳任（新城勁歌台開台台長，後曾於香港電台兼職主持周日晚間音樂節目，於2008年11月1日離世。曾主持節目：新城勁歌台《勁歌老祖》）
- 劉兆璋（「靚靚」，第一代新城勁歌台全職DJ，早年因工作過勞，致左邊身癱瘓。曾主持節目：新城勁歌台《靚靚心野夜》。）
- 蔡康年（第一代新城勁歌台全職DJ，曾主持節目：新城勁歌台《無心睡眠》。）
- 陳嘉熙（第一代新城勁歌台全職DJ，曾主持節目：新城勁歌台《陳嘉熙，我PLAY》。）
- 利達英（第一代新城勁歌台全職DJ，曾主持節目：新城勁歌台《LEADER"S CAFE》。）
- 方家煌（第一代新城勁歌台全職DJ，曾主持節目：新城勁歌台《POWER ON......HENRY FONG》。）
- 余劍明（第一代新城勁歌台全職DJ，曾主持節目：新城勁歌台《明明你好嘢》。）
- 吳桂芳（第一代新城勁歌台全職DJ，曾主持節目：新城勁歌台《晏晝美麗啲》。）
- 張翠玲（第一代新城勁歌台全職DJ，曾主持節目：新城勁歌台《我嚟啦 LAVINA》。）
- 關偉光（第一代新城勁歌台全職DJ，曾主持節目：新城勁歌台《月光光關偉光》。現職香港電台普通話台。）
- 陳漢詩（第一代新城勁歌台全職DJ，曾主持節目：新城勁歌台《歌霸JENNIFER》。）
- 梁兆輝（自1986年於業餘DJ比賽獲冠軍後，1994年從商業電台跳槽至新城電台。現於香港電台主持同性戀資訊節目，及為夜場打碟DJ。曾主持節目：新城勁歌台《搖擺紳士》；《輝遊記》（精選104、新城娛樂台）。）
- 王者匡（新城金曲台開台DJ之一，1996年獲擢升為精選104的台長，離職後曾任香港電台主持，主力表演魔術、兒童及音樂教育工作。）
- 仙杜拉（新城金曲台開台DJ之一。）
- 賈思樂（新城金曲台開台DJ之一。）
- 梁安琪（新城金曲台開台DJ之一，1996年獲擢升為精選104的台長。離職後曾參選議會選舉。）
- 黃志淙（著名音樂人，現職商業電台音樂節目。）
- 威利

- 陳欣健
- 陳海琪（曾任新城997台長，先後於商業電台、香港電台、數碼電台、D100、鳳鳳優悅任節目主持，現任漢傳媒顧問。）
- 丘凱敏（ 曾與陳海恆、林寄韻獲新城電台力捧成一個女子組合NC Girls，成為電台歌手，但只發表過一張專輯後解散。後曾於香港電台及Now寬頻電視工作，現為自由身司儀。）
- 陳海恆（曾與 丘凱敏、林寄韻獲新城電台力捧成一個女子組合NC Girls，成為電台歌手，但只發表過一張專輯後解散。現任永利澳門渡假村公共關係主任。）
- 林寄韻（曾與丘凱敏、陳海恆獲新城電台力捧成一個女子組合NC Girls，成為電台歌手，但只發表過一張專輯後解散。現於香港數碼廣播有限公司主持節目，及離誌專欄作家。）
- 雷宇揚（綽號「鬼王」，第一代新城靈異節目皇牌主持人，亦是電影及電視演員。曾主持節目：新城997《香蕉俱樂部》、《驚叫一點鐘》。）
- 伍詠薇（先後為兩家免費電視台藝員花旦，於新城娛樂台時期曾重返電台。曾主持節目：新城997《是夜不是夜》；新城娛樂台《生活好國度》。）
- 謝昭仁（曾主持節目：新城997《五個廣播的少年》）
- 葉碧梅（曾主持節目：新城997《五個廣播的少年》）
- 陳杏妍（「青蛙仔」，藝名 陳開心，曾於新城報導交通消息，2014年離世。）
- 李浩林（曾主持節目：新城勁歌台《青春有心營》。）
- 羅文凱（精選104 主持。）

- 白韻琴（港島區議員）
- 謝偉俊（當年曾因「法律超人」而轟動一時，現為立法會議員（九龍東）。）
- 洪朝豐（1997年高調與陳欣健簽約，至1999年主持《日月星辰》節目。後曾轉職美國華語傳媒及加盟香港數碼廣播有限公司。）
- 歐錦棠（電視藝員，曾主持節目：新城997《香蕉俱樂部》。）
- 鄭裕玲（曾主持節目：新城997《XO 三女將》（1996-1997），現兼職商台DJ。）
- 林建明（曾主持節目：新城997《XO 三女將》（1996-1997）。）
- 查小欣（曾主持節目：新城997《早晨In得叻》、《XO 三女將》（1996-1997）。）
- 陸恭蕙（曾主持節目：新城997《早晨In得叻》。）
- 林燕妮（曾主持節目：新城997《XO 三女將》（1997-1998）。）
- 翁靜晶（曾主持節目：新城997《XO 三女將》（1997-1998）。）
- 郭志權（無綫電視知名配音員，曾主持節目：新城997《演藝人間》。）

鄧梓峰（無綫電視藝員）
- 陳欣（曾主持節目：新城997《演藝人間》。）

- 李少媚（曾主持節目：新城997《一早新聞》。）
- 袁建國（曾主持節目：新城997《一早新聞》。）
- 邵國華（加入新城前於香港商業電台任職，離開新城後轉職香港電台。曾主持節目：新城997《香蕉俱樂部》、《家天下》、《大把戲》。）
- 楊寶玲（1987年度香港小姐冠軍得主，現專注商界工作。曾主持節目：新城997 《三個女人三個八》）
- 陳振安（離職後為無綫電視配音員、節目主持，現職東方報業集團。曾主持節目：新城997《三口組》、《烈火戰車》等。）
- 俞詠文（現於東方報業集團工作。曾主持節目：新城997《心切治療部》、《男女之間》、《私人頭》、《997遊戲基地》、《俞樂無窮》。）
- 簡敬慈（「阿簡」，現為唱片公司監製及高層。曾主持節目： 新城997 《997遊戲基地》、《心切治療部》、《私人頭》、《高校基地》。）
- 亞拔（現為男子歌唱組合C AllStar之經理人，曾主持節目： 新城997《私人頭》、《男呼鬥組》等等。）
- 愛麗斯（現為高尚住宅區地產經記。曾主持節目： 新城997《是夜不是夜》。）
- Bubble（曾主持節目： 新城997 《高校基地》。）
- 吳家樂（現於無綫電視任藝員，曾主持節目：新城997《We Wet 3壯士》等。）
- 梁榮忠（現於香港電台任主持，曾主持節目：新城997《We Wet 3壯士》等。）
- 陳鍵鋒（現於內地發展，曾主持節目：新城997《普通人大會》、《男呼鬥組》、《We Wet 3壯士》等。）
- 李燦琛（現為電影演員，曾主持節目：新城997《We Wet 3壯士》等。）
- 敖嘉年（曾於無綫電視任藝員。曾主持節目：新城997《第七早》、《男呼鬥組》等。）
- 陸浩明（後曾任職香港有線電視-有線娛樂新聞台，現為無綫電視藝員。曾主持節目：新城997《半夢半醒》等。）
- 勞志明（曾主持節目：新城997《烈火戰車》）
- 陳自齊（曾主持節目：新城997《烈火戰車》）
- 邵仲衡（曾主持節目：新城997《烈火戰車》）
- 方保僑（現從事其他行業。曾主持節目：新城997《有腦事件簿》等。）
- 黃頤雅（Prima，前新城997 DJ，現任香港四季酒店公共關係經理。）
- 郭思君（轉往澳門聖地牙哥酒店任公共傳訊及推廣主任。曾主持節目：新城997及精選104聯播節目《Carmen G遊世界》等。）
- 梁文道（文化人、時事評論員，1998年加入新城主持節目，後游走各大媒體、電台，及北上發展。）
- 蕭若元（現為香港人網創辦人及主持，曾主持節目:  新城997《平息你的風波》。）

- 陳小芝（第一代新城勁歌台DJ，出身於香港電台DJ訓練班（與陳嘉熙、陳永業、吳家輝同期），離職後曾在蘋果日報工作，1998年曾在晨光第一線任環節嘉賓主持，之後回巢新城電台。2006年再次離開新城，後轉往香港電台第二台和商業電台創作部工作，曾主持商業電台網上音樂台「聽不停」，現於SmarTone FoneTV娛樂台工作。曾主持節目：《我芝訂》（新城997＆娛樂台）；新城勁歌台《BING令BUM 林陳小芝》；新城997 《我芝夜》；新城娛樂台《聯FAN所》、《歡樂通宵》。）
- 李麗蕊（曾主持節目：新城勁歌台《青春有心營》；新城997《三個女人三個八》；新城娛樂台《開心大鬧鐘》、《娛樂一早》、《星期日大菠蘿》，離職後曾為D100工作，現時於香港數碼廣播有限公司主持節目。）
- 蔡康年（第一代新城勁歌台全職DJ，亦是第三代新城皇牌靈異節目主持人，後加入了無綫電視。曾主持節目：新城勁歌台《無心睡眠》；新城997《深夜直航》、《恐怖熱線》。）
- 鍾慧冰（第二代新城靈異節目主持人，曾主持節目：新城997《夜半謎鍾》、《XO 三女將》（1997-1998）。）

- 懷鈺（愛情小說作家，曾主持節目：《我芝訂》（新城997＆娛樂台）；新城娛樂台《聯FAN所－「幾分鐘愛的劇場」》。）
- 蘭茜（曾主持節目：新城997《三個女人三個八》、《咭神大預言》等；新城娛樂台《一個靚墟》，現職澳門賽馬會公關人員。）
- 譚得志（快必）（曾主持節目：新城娛樂台《家天下》、《快慢必Buy》、《娛樂一周》、《求愛得出口》、《開心大鬧鐘》，離職轉往亞洲電視工作，現為政團 人民力量成員。）
- 陳志全（慢必）（曾主持節目：新城娛樂台《家天下》、《快慢必Buy》、《求愛得出口》，2012年以人民力量成員身份當選立法會議員（新界東）。）
- 黎海（自九十年代末從商台蟬過別枝到新城電台，經歷過多次離開及回歸新城電台[29]。曾任「新城廣播劇團團長」，主理新城娛樂台各大小廣播劇。2015年12月30日再次離職。曾主持節目：新城娛樂台《增值青雲路》﹑《大把戲》、《小文化社》；新城知訊台《晨希Good Day》。）
- 顏聯武（原本在商台任職，張承襄主政時加盟新城。曾主持節目：《今夜陽光燦爛》（新城997 ＆娛樂台）；精選104《有武心情》；新城娛樂台《流行直播室》；新城財經台《顏色生活》。疑因權力鬥爭而於2007年被轉為兼職主持，節目更由需由娛樂台搬到財經台，最後於2011年6月30日離職。現於D100工作。）
- 梁英傑及吳穎英（醫生夫婦，早期在香港電台洪朝豐主持的晚間節目《日月星辰》中被邀主理「性熱線」環節。至洪朝豐過檔新城時，二人跟隨。洪朝豐離職後，他們獲新城安排於周末深夜時份於新城997主持兩小時醫學節目《性熱線》，當時深受歡迎。2007年 新城娛樂台改革，《性熱線》節目因而取消，二人被安排逢星期一客席主持《今夜陽光燦爛》。至2011年顏聯武離職後亦告離開。曾主持節目：《性熱線》（新城997＆娛樂台）；新城997《醫情醫性》；新城娛樂台《今夜陽光燦爛》；新城財經台《顏色生活》。）
- 吳明林（曾主持節目:  新城997《平息你的風波》、《愛書才會贏》；新城財經台《明茶館》、《財雄勢大》。）
- 鍾偉民（曾主持節目：《高科熱》。）
- 呂婉瑩（曾於亞洲電視新聞部工作，2008年7月1日起接替轉任營運總裁之宋文禧出任財經台助理台長，曾主持節目：科技節目《高科熱》、下午財經直播節目《股市直擊》等。）
- 顧紀筠（曾主持節目：新城997《愛書才會贏》；新城娛樂台《智休生活》等。）

- 黃霑（「香港四大才子」之一，資深填詞人，於2004年離世。曾主持節目：新城娛樂台《開心大鬧鐘》、《開心霑士幫》、《星期日大菠蘿》。）
- 李學斌（曾主持節目：新城娛樂台《開心大鬧鐘》。）
- 黎嘉琪（「抄抄」，後於商業電台工作，曾主持節目 : 新城娛樂台《家天下》。）
- 周子駒（現於無綫電視工作，曾主持節目：新城娛樂台《聯Fan所》、《聯Fan美食所》。）
- 伍嘉敏（「伍加皮」，曾主持節目：新城娛樂台《聯Fan所》、《五個小戰人》、《一周新聞》、《聯Fan美食所》。）
- 羅佩怡（Apple「愛菩」，曾主持節目：新城娛樂台《聯fan所》、《五個小戰人》、《一周新聞》、《聯Fan美食所》、《澎湃動力 - 生活好國度》、《粵港新鮮報》、「星期日保健日」系列，後曾任職香港兩間免費電視台之主播，現為香港電視娛樂ViuTV《智富通》主持。）
- 英才（原名陳順海，曾主持節目：新城娛樂台 《我芝訂》、《韓到入心》、《孤男寡佬》、《天開眼》、《歡樂通宵》。）
- 愛美（曾主持節目：新城娛樂台《新城人俱樂部》。）
- 譚家明（曾主持節目：新城娛樂台《星期日報》。）
- 吳海傑（兼職主持，曾主持節目：新城娛樂台《星期日大菠蘿》。）
- 劉天蘭（兼職主持，曾主持節目：新城娛樂台《爸爸媽媽坐下來》。）
- 岑建勳（兼職主持，曾主持節目：新城娛樂台 《爸爸媽媽坐下來》。）
- 梁天明（兼職主持，曾主持節目：新城娛樂台《爸爸媽媽坐下來》。）
- 初九（兼職主持，曾主持節目：新城娛樂台《烈火戰車》。）
- 顧偉（兼職主持，曾主持節目：新城娛樂台《烈火戰車》。）
- Thomas（兼職主持，曾主持節目：新城娛樂台《烈火戰車》。）
- Bonnie（兼職主持，曾主持節目：新城娛樂台《烈火戰車》。）
- 李德能（兼職主持，曾主持節目：新城娛樂台《足球狂熱》。）
- 田啟文（兼職主持，曾主持節目：新城娛樂台《足球狂熱》。）
- 張穎康（現為無綫電視藝員，曾主持節目：新城娛樂台《新香蕉俱樂部》。）
- 楊維理（曾主持新城娛樂台：《國語力》《新城國語力排行榜》及《奧運狂熱》），新城采訊台聯播節目《珠三角，早晨 Good Morning River Delta》。）
- 袁詠瑤（嘉賓主持，曾主持節目：新城娛樂台《生活好國度》。）
- 肥貓（兼職主持，曾主持節目：新城娛樂台《烈火戰車》。）
- 婷（兼職主持，曾主持節目：新城娛樂台《烈火戰車》。）
- 利嘉兒（兼職主持，曾主持節目: 新城娛樂台《國語力新城國語力排行榜》。）
- 張紫櫻（「車車」，曾主持節目：新城娛樂台《聯fan所》、《3G21》、《奉旨玩o野》、《流行直播室》，現於Roadshow路訊通、香港電視娛樂ViuTV主持節目。）
- 謝美琪（「小蜜」，曾主持節目：新城娛樂台《3G21》，現於無綫收費電視-無綫娛樂新聞台主持節目。）
- 陳莉敏（嘉賓主持，曾主持節目：新城娛樂台《一個靚墟（周未版）》。）
- 梁東（曾主持節目：新城娛樂台《聯fan所》、《奉旨玩o野》、《小文化社》、《精英 A 班》、《流行直播室》。）
- 李依雯（「依雯」，曾主持節目：新城娛樂台《聯fan所》、《精英 A 班》，現於Now寬頻電視-Sports主持節目。）
- 昆頓（曾主持節目：新城娛樂台《奧運狂熱》。）
- 李逸朗（歌手，曾主持新城娛樂台節目。）
- 崔建邦（新城997年代的接線生，現為無綫電視司儀，曾主持節目：新城娛樂台《聯Fan BARcode》。）
- 王賢誌（兼職主持，曾主持節目：新城娛樂台《女當家 男當家》。）
- 黎奕倫（曾主持節目：新城娛樂台《足球王 1分鐘環節》、《點正娛樂》、《是夜不是夜》；新城娛樂台及新城財經台聯播《足球王》。）
- 雷民（曾主持節目：新城娛樂台及新城財經台聯播《足球王》。）
- 鄭兆聰（曾主持節目：新城娛樂台及新城財經台聯播《足球王》。）
- 艾蒙威（曾主持節目：新城娛樂台及新城財經台聯播《足球王》。）
- 盧思明（曾主持節目：新城娛樂台及新城財經台聯播《足球王》。）
- 郭嘉諾（曾主持節目：新城娛樂台及新城財經台聯播《足球王》。）
- 黃興桂（曾主持節目：新城娛樂台及新城財經台聯播《足球王》。）
- 劉健基（曾主持節目：新城娛樂台及新城財經台聯播《足球王》。）
- Martin（曾主持節目：新城娛樂台及新城財經台聯播《足球王》。）
- 阿占（曾主持節目：新城娛樂台及新城財經台聯播《足球王》。）
- 李純恩（自由身作家、主持及導遊，曾主持節目：新城財經台《花式雙人插嘴》。）
- 郭豔明（現轉職信報財經新聞。曾任新聞部總編輯、新城財經台總編輯及財經台籌劃師[30]，曾主持新城財經台節目：《香樹輝King King 傾》、《才俊群英會》；新城知訊台節目《集知新世代之香樹輝 King King 傾》。）
- 朱凱婷（2001年香港小姐季軍得主，現時同時為無線電視常駐主持、香港電台客串主持。由於新城財經台節目《股壇in壹pair》停播，她於2014年5月31日完成最後一輯。）
- 趙善真（新城財經台開台台長。）
- 沈振盈（財演，前新城財經台主持。）
- 黃溢華（資訊財經評論員，前新城財經台主持。）
- 鄧威信（資訊財經評論員，前新城財經台主持。）
- 李敏聰（前新城財經台、新城數碼生活台主持。）
- 江瓊珠（已移民加拿大，曾主持節目：新城財經台《愛書才會贏》。）
- 譚紹興（前新城財經台主持，現職恒基兆業傳播媒介傳訊總監。）
- 葉雅媛（新聞主播，前新城財經台主持。）
- 林一紅（現正在NOW寬頻電視工作，前新城財經台主持。）
- 周永健（商界人士，前新城財經台主持。）
- 周美鳳（商界人士，前新城財經台主持。）
- 呂志華（商界人士，前新城財經台主持。）
- 梁伯韜（商界人士，前新城財經台主持。）

- 曾洁（路芙）（原本在有線電視任職。曾主持節目：《恐怖熱線》（新城997＆娛樂台＆知訊台）、音樂先鋒榜（知訊台＆音樂台）；新城997 《早晨In得叻》；新城娛樂台《家天下》、《我愛祖國 !嘻呵唏!》、《聯 Fan BARcode》、《點正娛樂》、《娛樂大風收》 、《粵港越流行》、《粵港新鮮報》、《時時潮爆》、《潮爆星期天》； 新城知訊台《娛樂旗艦店》﹑《黃昏樂與路》﹑《精英A班》、《光映16:9》、《流行直播室》；新城數碼音樂台《韓國Style》、《音樂營養》；新城娛樂台及新城財經台聯播節目《新城人俱樂部》。）
- 陳心怡（「陳貓」，最後主持節目：新城數碼生活台《爸媽‧寶寶‧遊樂園》；曾主持節目：新城娛樂台 《一個靚墟》、《生活好國度》、《點正娛樂》、《國語力 新城國語力排行榜》、《小文化社》；新城知訊台：《越學越強》、《齊齊靚番哂》；新城財經台《我的事務所》。）

- 杜浚斌（Ben，加入新城前於商台任職，現轉職D100，延續其皇牌節目，並易名為《香蕉俱樂部》。曾主持節目：《新香蕉俱樂部》（娛樂台＆知訊台）；新城娛樂台《越夜越音樂》、「星期日 保健日」系列（「暗瘡終點站」、「消除疲勞學堂」、「周日清腸」）；新城知訊台 《新香蕉Junior》。）
- 秦文（原名秦善文，英文暱稱Sam，金谷集團及UonLIVE網上電台行政總裁，於2006年突然退出當時得令的新城節目主持偶像組合新香蕉俱樂部（BBS），後一度擔任新城兼職主持，2011年參與新城知訊台因福島大地震而灌錄的打氣歌曲《祝.福島》的錄音，其後淡出幕前，消聲匿跡。曾主持節目：新城娛樂台《新香蕉俱樂部》；新城知訊台《雄才俊語》、《獨當一面》。）
- 科林（曾為新城偶像派主持，因拍片上載至YouTube而成為網絡紅人「杜如科」，現轉職香港商業電台 叱咤903任主持，及旅遊達人。曾主持節目 : 《星期日大菠蘿》、《越夜越音樂》（娛樂台＆知訊台）；新城娛樂台《各位On-Line Game》、《聯fan所》、《卡拉O！BABE》、《卡拉O！FACE》、《流行直播室》；新城知訊台《百萬U.S.B.》；新城數碼音樂台《別注瀛人》。）
- 陳禮賢（Joey，曾主持節目: 新城娛樂台《早場Show》、《娛樂大風收》、《點正娛樂》、《我愛祖國 !嘻呵唏!》、《粵港新鮮報》、《精英A班》、《潮爆星期天》、《時時潮爆》、《隨意門》 、《粵港越流行》、《9+2 音樂先鋒榜》、《流行直播室》；新城知訊台《晨希Good Day》、《頭條趣聞》、 《增值青雲路》、《粵港0公里》、 《美女困獸鬥》、《小文化社》、《SUN.車樂地》、《教育網》、《越夜越音樂》、《精明開心自由行》 ;  新城數碼音樂台《美女困獸 Music Show》、《歌聲電影》、《音樂新「勢」代》；新城娛樂台及新城財經台聯播節目《新城人俱樂部》）
- 蘆蘆（Airy LoLo，推動全港第一個以當代基督教音樂為主題的音樂節目《火熱．音樂．人》，曾主持節目：新城娛樂台《火熱．音樂．人》、《聯Fan所》、《五個小戰人》、《歡樂通宵》；新城知訊台《火熱音樂力量》。）
- 伍經衡（Richard Eng，藝人伍詠薇的哥哥，遵理學校的老闆兼英文導師，曾主持節目：《精英A班》（娛樂台＆知訊台）。）
- 楊素珊（Susan Yeung，兼職主持，曾主持節目：《女當家 男當家》（娛樂台＆知訊台）。）
- 時美珍（資深教育家，兼職主持，曾主持節目：《教育網》（娛樂台＆知訊台）。）

- 麥穎芝（Gigi，現職HMV 現場打碟DJ，曾主持節目:  新城知訊台《晨希Good Day》 ﹑《頭條趣聞》、《小文化社》、《寂寞一窩Phone》、《寂寞「留聲」群》、《Sunday音樂Bud》、《音樂好友營 Buddy Sunday》﹑《講玩講食潮流誌》﹑「星期日 保健日」系列之《健康與你 》等；新城數碼音樂台《搶鮮播》、《燃點新音樂》。）
- 梁棨寧（「咸蛋」Kelvin，曾主持節目：新城知訊台《娛樂旗艦店》、《爸爸媽媽你好嗎？》、《爸爸媽媽你好嗎？之 「圓圈加一點」》﹑《國語力 新城國語力排行榜》、《3把口》、《康樂窩》；新城數碼音樂台《法國，你好嗎？》、《偉大航道》、《愛.音樂.跑.部隊》。）
- 盧頌恩（「妹頭」Aiyana，有線電視娛樂節目主持，曾主持節目：新城知訊台《新香蕉俱樂部》﹑《音樂通世界》、《新香蕉Junior》﹑《還看今天》、《一周新聞》、《宅男拯救隊》、《酒點半》、《全旅打》、《SUN. 車樂地》、《香港高端飲食殿堂》； 新城數碼音樂台《一「訪」三「聽」》。）
- 梁奕倫（前香港電台人氣主持，曾與范振鋒組成歌手組合，2010年兼職新城，現為電視藝員。曾主持節目：新城知訊台《Wonderful Life無與倫比》。）
- 陳少寶（曾主持節目：新城知訊台《還看今天》、《少寶與文迪》、《一首歌 一個故事》、《陳少寶爵士精選》、《香港人情味》；新城數碼音樂台 《Dr.Music》。）
- 杜文狄（客席主持, 曾主持節目：新城知訊台《少寶與文狄》）
- 許栢倫（Dylan，曾主持節目： 新城知訊台《還看今天》、《郎才女貌》、《上流人生》、《校長與領袖同「恒」》；新城數碼音樂台 《唱遊世界。）
- 艾力（Eric，現轉職香港電台。曾主持節目：新城知訊台《寂寞「留聲」群》、《還看今天》、《小文化社》、《一周新聞》；新城數碼音樂台《力推金曲》、《給自己的情歌》。）
- 董敏莉（Monie，曾主持的節目：新城知訊台《娛樂旗艦店》；新城數碼音樂台《法國，你好嗎？》、《我最ENJOY‧八九拾》。）
- 彭嘉彬（又名彬少、彬仔，曾主持節目：新城知訊台《百萬U.S.B.》、《星期日大菠蘿》、《爸爸媽媽你好嗎？ 之「紫昕有你」》；新城數碼音樂台《斌彬有瀛》。）
- 楊穎妍（Icy，曾主持節目：新城知訊台《恐怖熱線》；新城數碼音樂台 《全民心投好》。）
- 盧婉婷（Neko，曾主持節目：新城知訊台《恐怖熱線》；新城數碼音樂台 《全民心投好》。）
- 關逸揚（Clifon，曾主持節目：新城知訊台《頭條趣聞》、《恐怖熱線》、《新香蕉俱樂部》；新城數碼音樂台《英美大熱榜》、《華語原創音樂風》、《黃昏樂與路》、《燃點新音樂》。）
- 黃婉曼（Icy，Now TV藝人，兼職新城知訊台。曾主持節目：《晨希 Good Day》。離職後「周遊列國」一段時間，後投香港電台客席主持。）
- 楊詩敏（蝦頭，兼職新城知訊台。曾主持節目：《晨希 Good Day》。離職後效力無綫電視）
- Tyler（客席主持，曾主持節目：新城知訊台《風馳 60 分》。）
- 盧向榮（Ring Lo，客席主持，曾主持節目：新城知訊台《風馳 60 分》。）
- 李英健（香港首席車方程式賽車手，客席主持，曾主持節目：新城知訊台 《SUN.車樂地》。）

- 林柏希（又稱「威廉哥哥」。前新城知訊台高級監製[28]，離職前有傳獲升為「副台長」，惟其表示工作繁重，應付不暇而於2016年8月離職。現時只為新城知訊台主持廣告客戶節目。現主持節目：《新紀元健康檔案》。曾主持節目：新城娛樂台 《HEY!早晨》﹑《開心大鬧鐘》、《星期日大菠蘿》、《是夜不是夜》、《空中版法周刊》；新城知訊台《音樂通世界》﹑《還看今天》、《晨希Good Day》、《全‘旅’打》、《原來生活好快樂》、《勁爆樂勢力》、《女當家 男當家》、《自在人生大學堂》 ； 新城數碼音樂台《我的九十年代》、《我最ENJOY‧八九拾》。）
- 史順宜（Bingo，最後主持節目：新城知訊台 《同聲彤氣, come on James!》（2017年4月29日）[31]及交通消息報導員「Traffic Captain」，曾主持節目：新城知訊台 《百萬U.S.B.》、《新香蕉Junior》、《娛樂旗艦店》之Bingo GO環節 、《開心家天下》、《晨希Good Day》、《一周新聞》；   新城數碼音樂台  《點唱學園》。）
- 李國能（又名「阿T」，SNAZZ娛樂經理人。最後主持節目： 新城知訊台《勁爆樂勢力》（2018年3月1日）、《音樂現場》（2018年3月4日）；曾主持節目：新城知訊台 《從拾點點》、《勁爆樂勢力 之「音樂超人」(星期二)》、《新紀元健康檔案》、《娛樂旗艦店》﹑《音樂通世界》。曾主持節目：  新城娛樂台 《五個小戰人》、《聯Fan所》、《音樂傳能》、《PRC 音樂「鋒」》、《9+2 音樂先鋒榜》、《好友音樂感》、《是夜不是夜》、《流行直播室》、《越夜越音樂》、《一周新聞》；新城數碼音樂台 《燃點新音樂》、《音樂新「勢」代》、《新城勁爆流行榜》。）
- 林盛斌（又名「阿bob」，曾任新城知訊台助理監製，2016年1月9日起轉為兼職主持，最後主持節目：新城知訊台《開心大派對》；曾主持節目: 《新香蕉俱樂部》(娛樂台＆知訊台）；新城娛樂台《點正娛樂》、《娛樂大風收》；新城知訊台《開心家天下》、《好男好女》﹑《爸爸媽媽你好嗎？》；新城數碼音樂台《斌彬有瀛》。）
- 鄭芷彤（曾主持節目：新城娛樂台及新城采訊台聯播節目《珠三角，早晨 （Good Morning River Delta）》、《好女孩》（前稱《好時光》）、《新紀元健康檔案》；新城娛樂台《奧運狂熱》、《點正娛樂》 ；新城知訊台《越夜越音樂》﹑《流行直播室》﹑《國語力 新城國語力排行榜》﹑《音樂通世界》、《晨希Good Day》、《還看今天》﹑《小文化社》、《星期日報》、《從拾點點》、《Sorry‧I Love You胡美儀》、《知音四寶》；新城數碼音樂台《國語力]]》。 ）
- 許諾（前DBC數碼電台主持。曾兼職主持周未深宵節目《樂宵遙》（新城知訊台、新城財經台聯播））
- 狄港生（狄Sir，資深車評人，曾主持節目：新城知訊台 《豐味旅程》、《SUN.車樂地》；新城財經台《風馳名車路》。）
- 張瑪莉（1975年香港小姐冠軍得主，長期以客串性質擔當新城電台DJ；曾主持節目：精選104《瑪莉會客室》、《Merry Mary》、《百分百張瑪莉》(財經台－>娛樂台－>知訊台）。）
- 胡美儀（曾主持節目：新城知訊台《Sorry‧I Love You胡美儀》）
- 向美玲（Meiling, 2017年起開咪。曾主持新城知訊台《麻甩女神·經》（前稱《麻甩閨密》）（該節目亦於新城財經台《拾·一點生活》內原聲播出）、今日由而家開始系列《單身狗與奴隸獸》（亦於同系列之《廿四號地攤》、《兒童不宜》客串主持）、《旅遊未到家》）
- 潘源禮（曾主持節目：新城知訊台《新紀元健康檔案》、今日由而家開始系列——《廿四號地攤》、《阿肥與阿比》客串主持、《我講你信唔信》、《旅行未到家》）
- 鄺景通 （Tony仔，2018年起開咪。現主持節目：新城知訊台《足球通勝》）
- 余思行 （行仔，2018年起開咪。現主持節目：新城知訊台《足球通勝》）
- 鄧尚義（「占史」James，曾主持節目：新城知訊台《歐美大熱》、《Come on James!》、《同聲彤氣, come on James!》、《 百萬U.S.B.》、《新香蕉Junior》、《晨希Good Day》、《寂寞「留聲」群》（周日凌晨）、《小文化社》、《一周新聞》、《周日早餐好歌》、「體壇占史」聲音專欄、交通消息報導、《勁爆樂勢力》、《Come on James! Ladies & Gentlemen Night》；新城數碼音樂台  《占聞台》、《 數碼體育館》。）
- 鍾家耀（曾主持節目：新城數碼生活台《不日放映》、《一杯茶的時間》；新城知訊台《快活主意》；新城財經台：《有時鍾情》（僅限星期一至五公眾假期休市）。）
- 大泥（現主持節目：《泥寧說》；曾主持節目：新城數碼生活台《我有夢想》；新城知訊台 《夢. 飛行》。）
- 梁深言（曾主持節目：新城數碼生活台《微距好風光》。節目於該台停止運作後終結。）
- 袁灝謙（曾主持節目：新城知訊台 《原來生活很快樂、《Sorry I Love You胡美儀》；新城數碼生活台《學好管理》）
- 黃亦彤（曾主持節目：新城知訊台《阿肥與阿比》、《今日由而家開始》系列之《星之Car比》、《原來生活好快樂》、《同聲彤氣, come on James!》；新城財經台《音樂無假》(只在節假日下午時段播出)、《知音四寶》。）
- 史丹利（又名忠仔，以往為新城電台Phone-in節目接線生「電話人」，曾主持節目：《寂寞留聲群》、《少寶與文狄》。)
- 蝌蚪（曾兼職主持深宵節目《997航空》（新城知訊台、新城財經台聯播）
- 陳美思（曾主持節目：新城知訊台《原來生活很快樂》、《自助人生大學堂》《從拾點點》、《知識迎人》；新城數碼生活台《登綠地球》；新城財經台《體格大翻身》、《閱讀城市》、《健康新髮現》。）
- 婷婷（溫婷婷）（曾主持節目：新城知訊台《Ting Music》；新城財經台《女生唱片店》）
- 星勤（劉俊勤）（曾兼職主持深宵節目《音樂停不了》（新城知訊台、新城財經台聯播）
- 李碧茹（曾主持節目：《音樂停不了》（新城知訊台、新城財經台聯播）；新城數碼音樂台《碧Big World》）
- 哈里森（Harrison，曾主持節目：新城知訊台《隨森聽》）

- 文梓琪（Jackie，曾主持節目：新城知訊台《韓鮮知》、《琪實愛自己》（作為主職時的最後節目）、《唱好健康》、《開心家天下》、《還看今天》、《還看2015之紙皮音樂盒》、《我講你信唔信》、交通消息報導、《邁向健康新世代》；新城財經台 《知音四寶》；新城數碼音樂台《韓國Style》。）
- 鄭啟泰（在職期間離世。曾主持節目：《鄭伽 SING. 聲. 星.》、《生活有得簡》、《四四六六拆掂佢/得閒High Tea》、《他她它的都市生活》，亦經常以贊助商特約主持身份，主持廣告客戶節目：新城知訊台 《星期日 保健日》 系列之「醫學美肌新世代等；曾主持節目：新城997《三口組》等；新城娛樂台《生活好國度》、《開心大鬧鐘》、《星期日大菠蘿》、《女當家 男當家》等。曾任職Roadshow主持，DBC結業前之節目主持。）
- 黃海升（Timothy，曾主持電台節目：新城知訊台《加Tim音樂.感》）
- 甄子程（曾主持節目：新城知訊台《今晚有「程」》、新城知訊台、新城財經台聯播《音樂停不了》、新城997《是夜不是夜》）
- 張卓賢（「瑪姬」Maggie，曾主持節目：《傾心、傾城》、《精英A班》（娛樂台＆知訊台）；新城娛樂台《聯fan所》、《3G21》、《點正娛樂》；新城知訊台《純粹嬉戲Hey!》、《娛樂旗艦店》、《音樂通世界》﹑《新紀元健康檔案》、「星期日 保健日」系列節目。）
- 小明Sir（曾主持節目：《小明Sir搵位攝》）
- 潘紹聰（前商台節目主持，1997年加入新城。後離開並自設網上頻道，期間只為新城電台贊助商特約主持，2024年一度回巢。曾主持節目：《恐怖熱線》、《是夜不是夜》、《新紀元健康檔案》（新城997＆娛樂台）； 《流行直播室》、《星期日 保健日》 系列節目 （娛樂台＆知訊台）；新城勁歌台 《潘紹聰兩個鐘》、《Twilight Zone》；新城娛樂台《十分恐怖熱線》、《點正娛樂》。曾主持廣告客戶節目：新城知訊台《星期日 保健日》 系列之「再見煩惱絲」、「醫學美容教室」、「痛患新希望」。）

- 黎家欣（綽號「鳳凰女」，最後主持節目：新城財經台《我的事務所》、《傑青新一代》、《閱讀城市》；新城知訊台《音樂現場》；，曾主持節目：新城知訊台《集知新世代》、新城數碼生活台 《日出作樂》。2017年6月底離職。）
- 梁淑意（兼職主持，曾主持節目：新城數碼財經台《醇美酒經》，節目隨著新城數碼財經台停止運作而結束）
- 張景謙 （曾主持節目：新城財經台《Jazz Show》，該節目原本屬新城數碼財經台，自該台停止運作後轉為在財經台播出至2018年3月29日）
- 香樹輝（原本在香港電台任職，曾長時間擔任城市論壇主持人。曾主持節目：新城財經台《香樹輝King King 傾》、新城財經台《中環會客室》；新城知訊台《集知新世代之香樹輝 King King 傾》，在2021年3月31日主持最後一集《香樹輝King King 傾》後退休[26]）

- 文恩澄（曾主持節目：新城數碼音樂台 《Buskingdom》；新城知訊台《新香蕉俱樂部》（客席主持）。）
- 吳彤（曾主持節目：新城數碼音樂台 《吳彤人咁唱》、《最愛廣東歌》；新城知訊台《週日唱好星星BAR》。）
- 余德丞（Dickson，曾主持節目：新城數碼音樂台 《我的神奇音樂之旅》；新城知訊台《一周新聞》。）
- 嚴梓榕（「側肥」，曾主持節目：新城數碼音樂台《操場派》、《點唱學園》、《Buskingdom》；新城知訊台《星期日大菠蘿》。）
- 細芬（曾主持節目：《操場派》。）
- JL（曾主持節目：《Buskingdom》。）
- Sue（曾主持節目：《韓國 Style》。）
- 甲（路芙弟弟，曾主持節目：《韓國 Style》。）
- 阮庭（曾主持節目：《綠「識」樂團》。）
- 呂嘉儀（曾主持節目：新城數碼音樂台《音樂女兒家》、《女兒家 呂嘉儀》；新城知訊台《女兒家 呂嘉儀》。）
- 徐燦傑（Pro J，曾主持節目：新城數碼音樂台《音樂經濟學》；新城知訊台《郎才女貌》、《上流人生》。）
- 徐綺雯（曾主持節目：新城數碼音樂台 《當家私房 Choice》；新城知訊台《郎才女貌》。）
- 米莎（曾主持節目：新城數碼音樂台 《大音樂時代 之 網「想」愛情》；新城知訊台《郎才女貌》。）
- 金子珺（曾主持節目：《大音樂時代 之 衝上雲端》。）
- 馬嘉均（曾主持節目：《大音樂時代 之 唱作「均」團》。）
- 譚嘉荃（曾主持節目：《大音樂時代 之 音樂「荃」情》。）
- 夏天澄（曾主持節目：《大音樂時代 之 「飛」主流》。）
- 陳國威（曾主持節目：《澳門 Guide》。）
- 陳家樂（曾主持節目：《北上尋歌》。）
- 郭君賢（曾主持節目：《與君同樂》。）
- 陳佩詩（曾主持節目：《90後有話兒》。）
- 鄧婉玲（曾主持節目：《愛在音樂中》。）
- 陳玉儀（曾主持節目：《音樂營養》。）
- 劉少君（曾主持節目：《Sunday 樂天地》。）
- 趙國強（「超」，曾主持節目：新城數碼音樂台 《超奇爆趣》；新城知訊台《超Club足球》。）
- 喬寶寶（電視藝員，曾主持節目：《三個老外 一個墟》。）
- 布偉傑（電視藝員，曾主持節目：《三個老外 一個墟》。）
- 河國榮（電視藝員，曾主持節目：《三個老外 一個墟》。）
- Chris Chan（曾主持節目：《想創你個心》。）
- Jacky Chan（曾主持節目：《想創你個心》。）
- Ho Chi Chung（曾主持節目：《想創你個心》。）
- D.C.（曾主持節目：《愛情三缺一》。）
- Yper（曾主持節目：《愛情三缺一》。）
- Cas（曾主持節目：《愛情三缺一》。）

- 錢嘉樂（現為電影導演、動作指導、演員及綜藝節目主持）
- 龔志豪（轉職至澳門旅遊娛樂股份有限公司）
- 李碧心（現職突破機構）
- 陳霽平（曾游走電影界）
- 黄子雄（現職無線電視）
- 周雪君（現於無綫電視擔任財經新聞主播工作）
- 利國棟
- 潘泝
- 黎展鵬（轉職至香港家庭計劃指導會政府、傳播界、廣告業及娛樂事業）
- 黎文卓（重返亞洲電視出任助理行政總裁）
- 何敏嘉
- 龐愛蘭（轉職香港數碼廣播電台）

## 外部連結
- 新城廣播 （页面存档备份，存于）
- 新城知訊台 （页面存档备份，存于）
- 新城財經台 （页面存档备份，存于）
- 新城訊台 Metro Plus AM1044 （页面存档备份，存于）
- 新城數碼財經台
- 新城數碼音樂台
- 新城數碼生活台
- Metro Broadcast 新城廣播有限公司的Facebook專頁